# NBC
National Broadcasting Company (NBC, pronunciación en inglés: /'en.bi.si/; traducido al español como Compañía Nacional de Radiodifusión) es una cadena de televisión —y anteriormente, también de radio— comercial de origen estadounidense, con sede en el 30 Rockefeller Plaza en el Rockefeller Center de la ciudad de Nueva York y otras oficinas principales en Los Ángeles y Chicago. La cadena es una de las más grandes en todo el territorio estadounidense y, a veces, se le denomina como la Peacock Network (lit. «Cadena del Pavo Real») debido a su logotipo estilizado, que se asemeja a un pavo real. Su primera versión fue creada originalmente para promocionar las emisiones en color de la cadena.
Formada en 1926 por la Radio Corporation of America (RCA), la NBC es la más antigua cadena de radiodifusión importante en los Estados Unidos. En 1986, el control de la NBC pasó a la General Electric Company (GE), cuando ésta compró RCA por 6,4 mil millones de dólares estadounidenses. Anteriormente, y hasta 1930, GE había sido el propietario tanto de RCA como de la NBC, hasta que se vio obligada a vender la empresa como resultado de cargos antimonopolio.
Después de dicha adquisición en 1986, Bob Wright fue nombrado director ejecutivo de la cadena hasta su jubilación, dando posteriormente su posición a Jeff Zucker. La cadena es actualmente una división de la empresa de medios NBCUniversal, una filial de Comcast; anteriormente formó parte de un joint venture con General Electric, desde 2011 hasta 2013, y antes aún estuvo bajo propiedad conjunta de GE y Vivendi. Como resultado de la fusión, Zucker dejó la NBC y fue reemplazado por Steve Burke, ejecutivo de Comcast.
La NBC es productora de una multitud de programas de televisión, propietaria de 13 estaciones de televisión y afiliada a alrededor de otras 200 en los Estados Unidos y sus territorios, y es la empresa matriz de varias cadenas de televisión por cable y por satélite e inversiones en actividades de Internet y de otras formas de multimedia. La NBC es también responsable de la emisión de los Premios Globo de Oro, la segunda ceremonia más importante en la industria del cine. Gran parte del archivo de emisiones de las emisoras de su propiedad se encuentra disponible para lectura y compra a través de los «NBCUniversal Archives».

## Historia

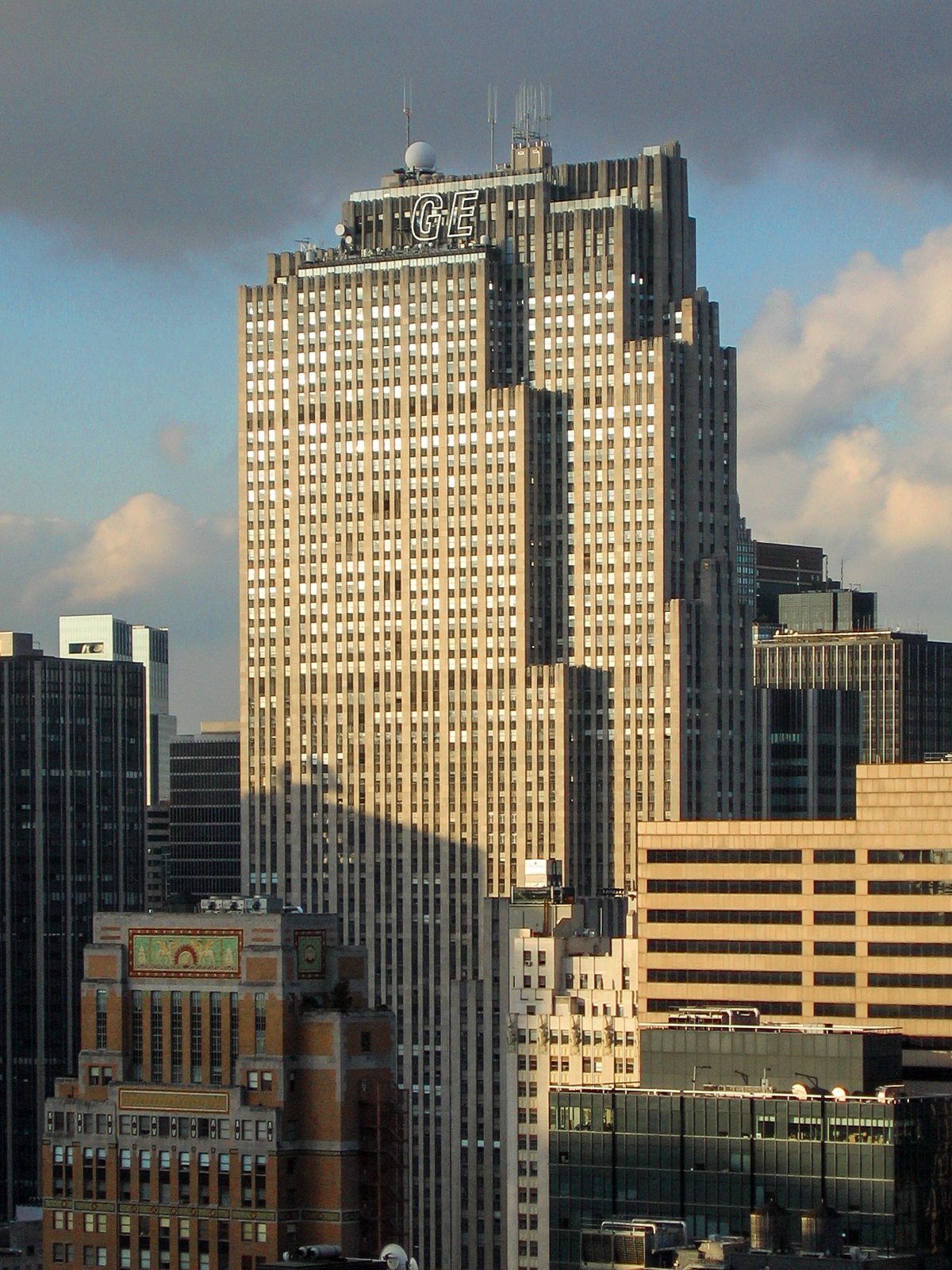
El 30 Rockefeller Plaza es la sede de la NBC en la ciudad de Nueva York.

### Radio

#### Primeras emisoras: WEAF y WJAZ
Durante un período de consolidación temprana en el negocio de radiodifusión, el fabricante Radio Corporation of America (RCA) adquirió la emisora de radio WEAF en Nueva York de la American Telephone & Telegraph Company (AT&T). Un accionista de RCA, Westinghouse Electric, tuvo otra estación radial competidora en Newark, Nueva Jersey, la emisora pionera WJZ (sin relación con la estación televisiva actual WJZ-TV en Baltimore, Maryland), que también sirvió como la cabecera de una cadena poco estructurada. Westinghouse transfirió esta estación a RCA en 1923, y la emisora se trasladó a Nueva York.
WEAF actuó como un laboratorio para la división de fabricación y suministro de AT&T, Western Electric, cuyos productos incluyeron transmisores y antenas. Bell System, la división telefónica de AT&T, estaba desarrollando tecnologías para transmitir audio de voz y música a través de distancias cortas y largas, utilizando métodos tanto inalámbricos como alámbricos. La creación de WEAF en 1922 ofreció un centro de investigación y desarrollo para estas actividades. Esta emisora tuvo un horario regular de programas de radio, incluyendo unos de los primeros programas comercialmente patrocinados, y fue un éxito inmediato. En uno de los primeros ejemplos de radiodifusión por cadena (chain broadcasting o network broadcasting en inglés), la emisora vinculó con la emisora WJAR de The Outlet Company en Providence, Rhode Island, y con la emisora de AT&T en Washington D. C., WCAP.
La nueva empresa matriz de estas emisoras, RCA, vio una ventaja en la compartición de programación, y después de obtener una licencia para la emisora WRC en Washington D. C. en 1923, intentó transmitir audio entre ciudades a través de líneas telegráficas de baja calidad. AT&T le negó a empresas exteriores acceso a sus líneas telefónicas de alta calidad. El esfuerzo inicial tuvo un pobre desempeño, porque las líneas telegráficas, sin aislamiento térmico, fueron susceptibles a interferencias atmosféricas y otras interferencias eléctricas.
En 1925, AT&T decidió que WEAF y su embrionaria cadena eran incompatibles con su objetivo principal de proporcionar un servicio telefónico. AT&T ofreció vender la emisora a RCA, en un acuerdo que incluyó el derecho de arrendar las líneas telefónicas de AT&T para transmisión por cadena.

#### La Red Network y la Blue Network
RCA gastó $1.000.000 para comprar WEAF y su emisora hermana en Washington, WCAP, apagó la segunda emisora, y fusionó sus instalaciones con la emisora sobrevivante (WRC). El 9 de septiembre de 1926, anunció la creación de una nueva división conocida como The National Broadcasting Company. La propiedad de esta nueva división se repartió entre RCA (con un 50%), General Electric (con un 30%), y Westinghouse (con un 20%). La NBC oficialmente comenzó sus emisiones el 15 de noviembre de 1926.
WEAF y WJZ, las cabeceras de las dos cadenas anteriores, operaron de forma conjunta durante un año como parte de la nueva cadena NBC. El 1 de enero de 1927, la NBC formalmente dividió sus estrategias respectivas de marketing: la Red Network («Red Roja») ofreció una programación de entretenimiento y música comercialmente patrocinada, y la Blue Network («Red Azul») generalmente ofreció transmisiones no patrocinadas, especialmente noticias y programas culturales. Diversas historias de la NBC indican que las designaciones de color para las dos redes vinieron de los colores de las tachuelas de los ingenieros de la NBC, que fueron usadas para designar a los afiliados de WEAF (rojo) y WJZ (azul), o del uso de lápices coloreados con dos extremos (uno siendo rojo; el otro, azul). Una estrategia similar apareció en la industria discográfica, que dividió el mercado entre las ofertas clásicas (cf. RCA Red Seal) y las ofertas populares.

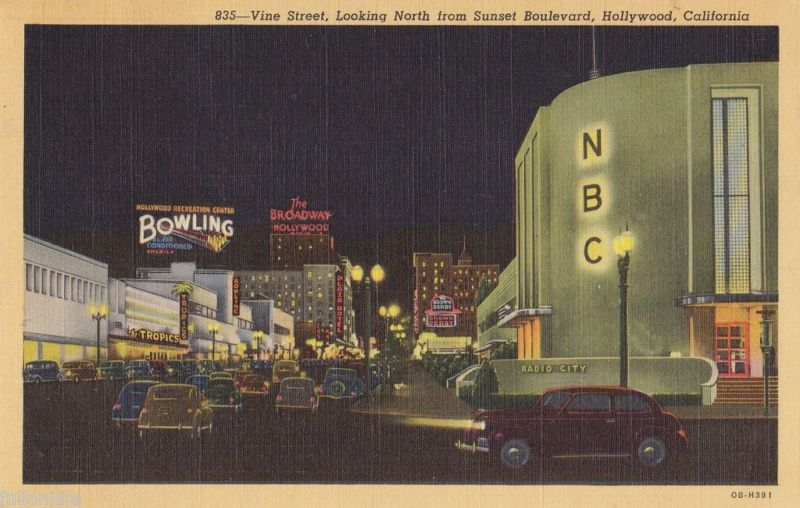
Radio City West estaba ubicado entre Sunset Boulevard y Vine Street en Los Ángeles hasta que fue reemplazado por un banco a mediados de los años 1960.

El 5 de abril de 1927, la NBC llegó a la Costa Oeste con el lanzamiento de la NBC Orange Network («Red Naranja»), también conocida como The Pacific Coast Network («La Red de la Costa del Pacífico»). Esto fue seguido por el debut de la NBC Gold Network («Red Oro»), también conocido como The Pacific Gold Network («La Red de Oro del Pacífico»), el 18 de octubre de 1931. La Orange Network transmitió la programación de la Red Network, y la Gold Network transmitió la programación de la Blue Network. Inicialmente, la Orange Network recreó programación oriental de la Red Network para emisoras de la Costa Oeste a través de KPO en San Francisco, California. En 1936, el nombre «Orange Network» fue retirado y las emisoras afiliadas pasaron a formar parte de la Red Network. Al mismo tiempo, la Gold Network se convirtió en parte de la Blue Network. La NBC también desarrolló una red de emisoras de radio de onda corta en la década de 1930, llamada la NBC White Network («Red Blanca»).
Antes de ocupar su ubicación actual en el Rockefeller Center, la NBC había ocupada los pisos superiores de un edificio en el 711 de la Quinta Avenida desarrollado por el arquitecto Floyd Brown. la sede de la NBC desde su construcción en 1927, el suelo ocupado por la empresa de radiodifusión se diseñó por Raymond Hood — quien diseñó los múltiples estudios de los inquilinos como una iglesia gótica, el foro romano, la sala de Luis XIV y, en un espacio dedicado al jazz, algo tremendamente futurista, con un montón de color en diseños extravagantes. La NBC dejó el 711 de la Quinta Avenida en 1933.
En 1930, cargos antimonopolios obligaron a General Electric a deshacerse de RCA, compañía que había fundado. RCA trasladó su sede corporativa al nuevo Rockefeller Center en 1933, y firmó los contratos de arrendamiento en 1931. RCA era el arrendatario primario en el 30 de Rockefeller Plaza, el Edificio RCA (en la actualidad, el Edificio Comcast). El edificio albergó los estudios de la NBC, así como salas para RKO Pictures, subsidiaria de RCA. El fundador del Rockefeller Center, John D. Rockefeller Jr., organizó el acuerdo con el presidente de GE, Owen D. Young, y el presidente de RCA, David Sarnoff.

#### Campanillas

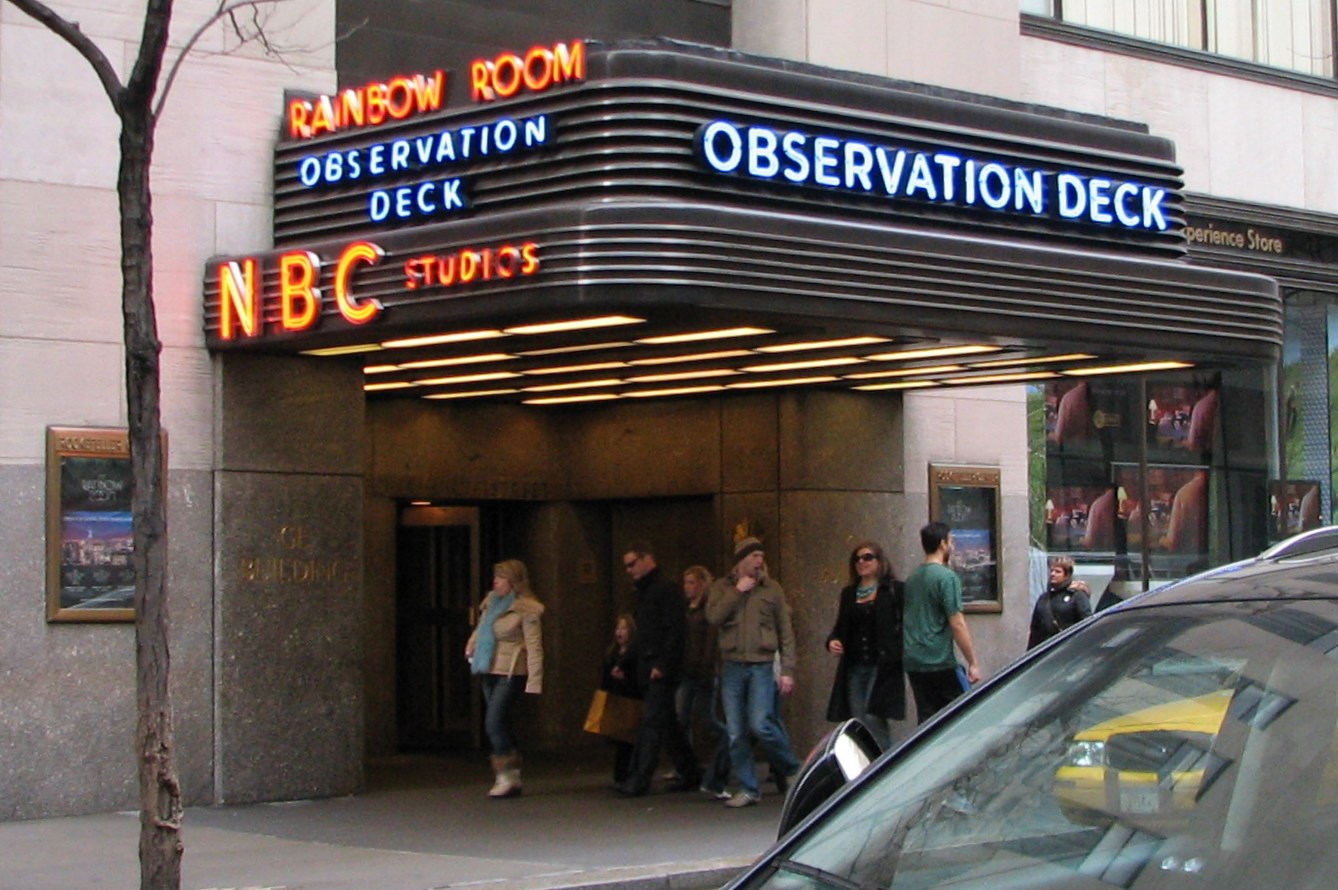
Entrada del Edificio GE.

Las campanillas de NBC, que comprenden tres notas («sol-mi'-do'»), se produjeron después de varios años de desarrollo. La secuencia de tres notas se escuchó por primera vez en la emisora WSB en Atlanta. Las campanillas resumen lo que los músicos conocen como una «tríada de Do Mayor de la segunda inversión». Alguien en la sede de la NBC en Nueva York escuchó las notas en WSB durante la transmisión de un partido de fútbol de los Georgia Tech Yellow Jackets, y pidió permiso para utilizar las notas en la cadena nacional. La NBC empezó a utilizar las tres notas en 1931, y las notas se convirtieron en la primera marca de audio en ser aceptada por la Oficina de Patentes y Marcas de Estados Unidos. También se utilizó una variante de esta secuencia: «sol-mi'-do'-sol», conocida como «la cuarta campanilla», que era usada en tiempos de guerra (especialmente en la estela del ataque a Pearl Harbor), en el día de la batalla de Normandía, y durante los desastres. Las campanillas de la NBC fueron mecanizadas en 1932 por Richard H. Ranger de la empresa Rangertone; su propósito fue enviar una señal de bajo nivel de amplitud constante que se escucharía por varias emisoras conmutantes tripuladas por ingenieros de la NBC y AT&T, y por lo tanto sería usada como un señal del sistema para la conmutación de emisoras diferentes entre las Red y Blue Networks. Contrariamente a la leyenda popular, las tres notas musicales originalmente no representaron a la empresa matriz de la NBC hasta 2013, la General Electric Company, aunque la emisora de radio operada por GE en Schenectady, WGY, fue una de las primeras afiliadas de la NBC, y GE era una de las primeras accionistas de RCA, la fundadora de la NBC. General Electric no adquirió la NBC totalmente hasta 1986. Las campanillas todavía son utilizadas por NBC-TV, y se han incorporado en el tema musical compuesto por John Williams para NBC Nightly News.

#### Nuevo comienzo: Conversión de la Blue Network en ABC

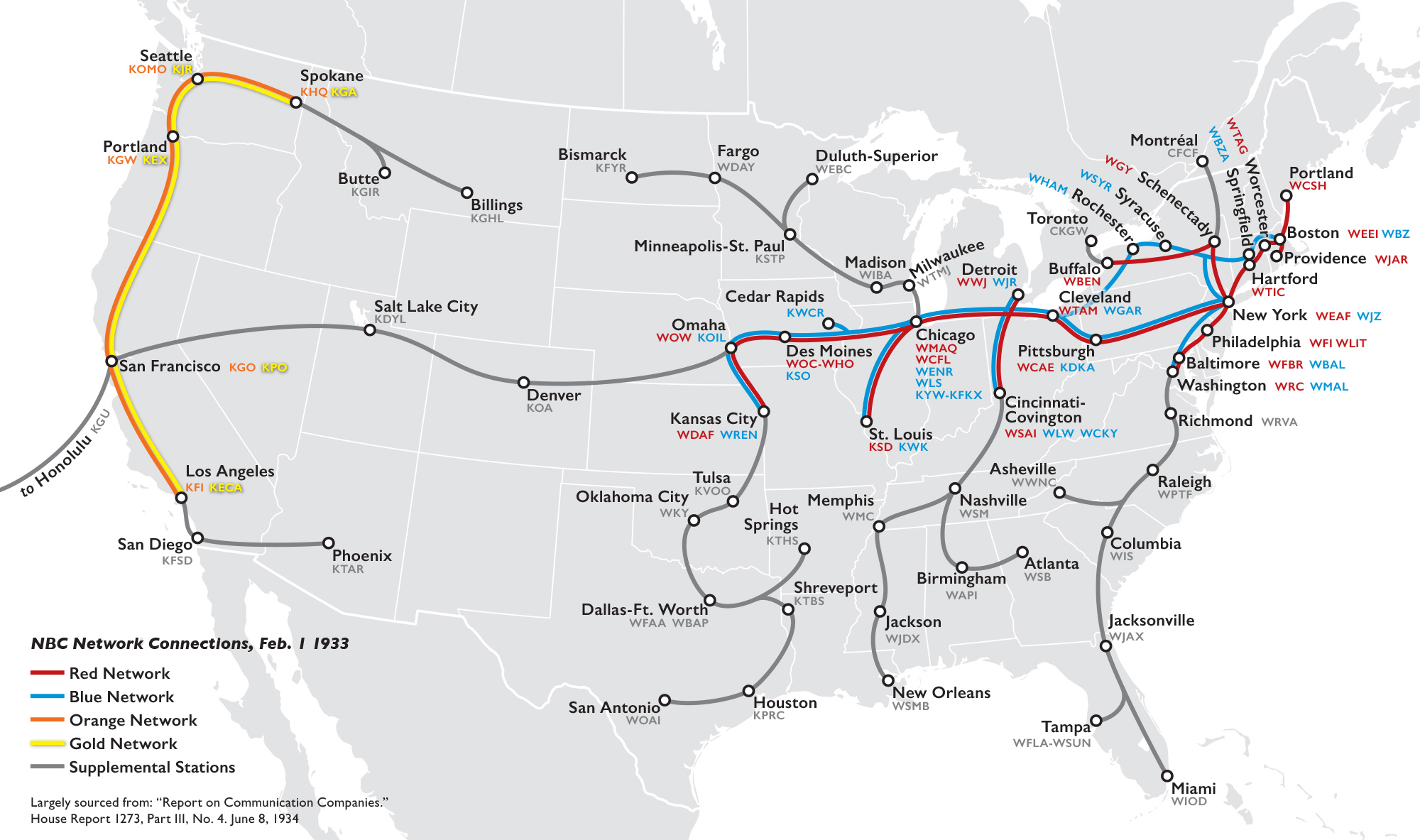
Estaciones de radio de las cadenas de la NBC en 1933

La Comisión Federal de Comunicaciones (FCC), desde su creación en 1934, había investigado los efectos monopolísticos de radiodifusión por cadena. La FCC determinó que las redes y emisoras de la NBC dominaron audiencias, afiliados, y publicidad en la radio estadounidense. En 1939 la FCC le ordenó a RCA desprenderse de una de sus dos redes. RCA luchó contra la orden de venta, pero en 1940 dividió la NBC en dos empresas en caso de que perdiese en la apelación. La Blue Network se convirtió en NBC Blue Network, Inc., y NBC Red se convirtió en NBC Red Network, Inc. Ambas redes formalmente divorciaron sus operaciones el 8 de enero de 1942, y la Blue Network se refirió en el aire como Blue o Blue Network, con el nombre oficial corporativo de Blue Network Company, Inc. NBC Red, en el aire, llegó a ser conocido simplemente como NBC.
Después de perder su última apelación ante la Corte Suprema de Estados Unidos en mayo de 1943, RCA vendió la Blue Network Company, Inc., por $8.000.000 al millonario magnate de Life Savers Edward J. Noble. Dicha venta se completó el 12 de octubre de 1943. Noble obtuvo el nombre de la cadena, arrendamientos en líneas terrestres y los estudios en Nueva York, dos emisoras y media (WJZ en Newark/Nueva York; KGO en San Francisco; y WENR en Chicago, que compartió su frecuencia con WLS, perteneciente a Prairie Farmer), y alrededor de 60 afiliados. Noble quiso un nombre más apropiado para la red y en 1944, adquirió los derechos del nombre American Broadcasting Company de George Storer. La Blue Network se convirtió en la ABC oficialmente el 15 de junio de 1945, después de que la venta se completó.

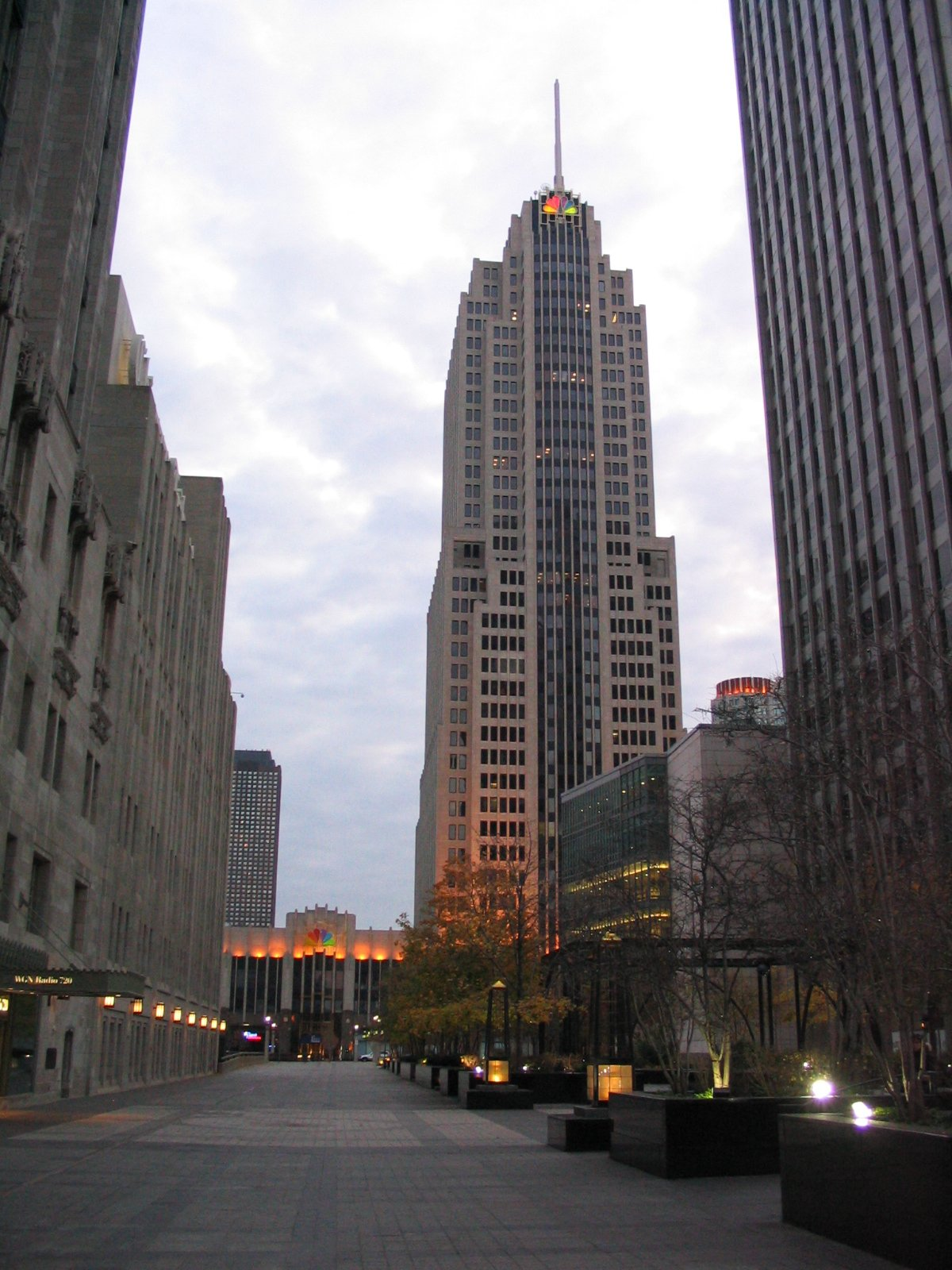
La Torre NBC en Chicago.

#### Definiendo la edad de oro de la radio estadounidense

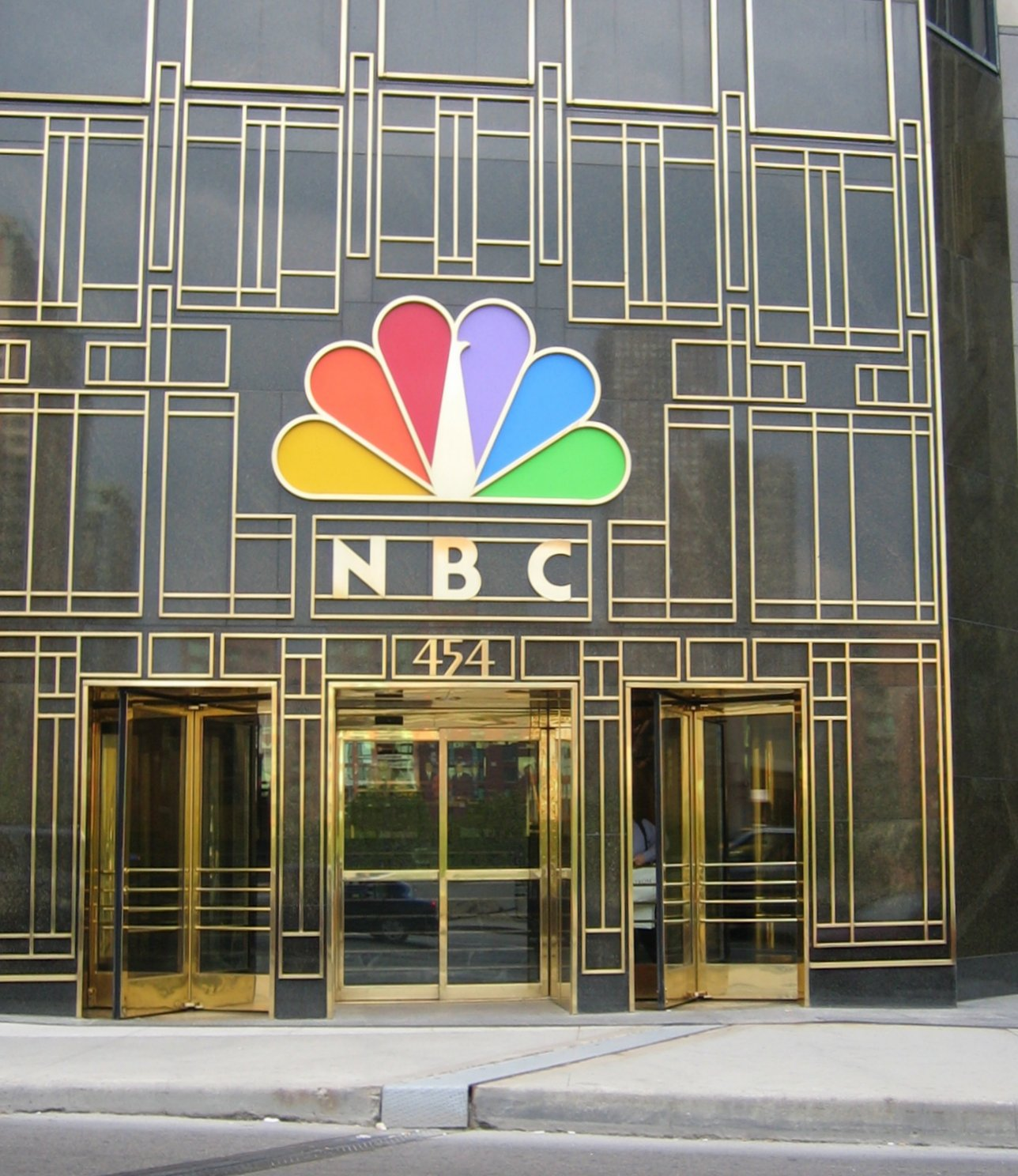
La entrada de la Torre NBC en el 454 de N. Columbus Drive, en Chicago, Illinois.

De la NBC salieron muchos de los actores y programas más populares en el aire. Al Jolson, Jack Benny, Edgar Bergen, Bob Hope, Fred Allen, y Burns y Allen lo llamaron su casa, así como la Orquesta Sinfónica de la NBC, dirigida por Arturo Toscanini, que la red lo ayudó a crear. Otros programas fueron Vic and Sade, Fibber McGee and Molly, The Great Gildersleeve (posiblemente el primer «spin-off» en la radio, de Fibber McGee), One Man's Family, Ma Perkins, y Death Valley Days. Las emisoras de la NBC eran frecuentemente las más poderosas, y algunas ocuparon frecuencias nacionales de canal libre, llegando a cientos o miles de kilómetros durante la noche.
A fines de la década de 1940, uno de los rivales de la NBC, la Columbia Broadcasting System (CBS), ganó terreno cuando permitió a los actores de la radio utilizar sus propias empresas de producción, algo bastante rentable para ellos. En los primeros años de la radio, las estrellas y sus programas solían cambiarse de cadena cuando sus contratos de corto plazo expiraban. En la temporada de 1948–1949, comenzando con la gran estrella de radio estadounidense, Jack Benny, muchas personalidades de la NBC (incluyendo Edgar Bergen y Charlie McCarthy, Burns y Allen, y Frank Sinatra) se fueron a la CBS.
Además, las estrellas de la NBC comenzaron a moverse hacia la televisión, incluyendo el comediante Milton Berle, quien presentó The Texaco Star Theater, el primer éxito mayor en la televisión. El director Arturo Toscanini dirigió diez conciertos de televisión en la cadena NBC entre 1948 y 1952. Los conciertos se transmitieron de forma simultánea tanto en la televisión como la radio, tal vez el primer momento en que esto se hizo. Dos de ellos fueron primicias históricas — la primera transmisión completa de la Sinfonía n.º 9 de Beethoven, y la primera transmisión completa de Aida por Giuseppe Verdi, realizada en concierto en lugar de con escenografía y vestuario. La transmisión de Aida fue protagonizada por Herva Nelli y Richard Tucker.
Con el objetivo de mantener viva la radio clásica frente a la madurez de la televisión, y desafiar la programación radial de la CBS en las noches de domingos protagonizada mayormente por locutores provenientes de la NBC, con Jack Benny a la cabeza; la NBC lanzó The Big Show en noviembre de 1950. Este programa de variedades de 90 minutos actualizó el primer estilo de variedad musical en la radio con comedia sofisticada y presentaciones dramáticas. Con Tallulah Bankhead, una leyenda del escenario, como su anfitriona, el programa atrajo a los artistas de prestigio, como Fred Allen, Groucho Marx, Lauritz Melchior, Ethel Barrymore, Louis Armstrong, Ethel Merman, Bob Hope, Danny Thomas, Douglas Fairbanks, Jr., y Ella Fitzgerald. Sin embargo, el éxito inicial de The Big Show no duró a pesar de los elogios de varios críticos, porque la mayoría de sus oyentes potenciales se convirtieron paulatinamente en espectadores de televisión. El programa resistió dos años en los que la NBC perdió aproximadamente un millón de dólares en el proyecto (solo fue capaz de vender espacios publicitarios a mediados de la media hora cada semana).
El último gran impulso para la programación radial en la NBC, comenzando en el 12 de junio de 1955, fue Monitor, una creación del presidente de la NBC, Sylvester "Pat" Weaver, quien también creó varios programas innovadores para la cadena, tales como The Today Show, The Tonight Show, y Home. Monitor fue una programa continuo emitido a lo largo de cada fin de semana, que mezcló música, noticias, entrevistas, y reportajes, con una variedad de invitados, incluyendo personalidades de televisión muy conocidos como Dave Garroway, Hugh Downs, Ed McMahon, Joe Garagiola, y Gene Rayburn. El programa de popurrí trató de mantener animada la radio de antaño con segmentos de Jim y Marian Jordan (en carácter como Fibber McGee and Molly); Ethel and Albert, una comedia de Peg Lynch (con Alan Bunce); y el iconoclasta artista satírico Henry Morgan. Monitor fue un éxito por un número de años, pero después de mediados de los años 1960, las emisoras locales, especialmente en los mercados más grandes, ya no estaban dispuestas a romper sus fórmulas establecidas (ya sean de noticias, deportes o música) para emitir programación en cadena. Una excepción fue Toscanini: The Man Behind the Legend, una serie semanal para conmemorar las emisiones y grabaciones en NBC del gran director orquestal, que se inició en 1963 y se transmitió durante varios años. Después de que Monitor salió del aire el 26 de enero de 1975, la programación de NBC radio no iba más allá de las noticias, y el programa religioso The Eternal Light los domingos por la mañana.

#### Declive
El 18 de junio de 1975, la NBC lanzó NBC News and Information Service (NIS), que proporcionó hasta 55 minutos de noticias por hora durante todo el día a las emisoras locales que quisieron adoptar un formato de noticias. NIS atrajo a varias decenas de emisoras, principalmente en los mercados más pequeños, pero en el otoño de 1976, la NBC determinó que no podría proyectar que el servicio volvería a ser rentable, le dio a los suscriptores un preaviso de seis meses sobre la suspensión del servicio, y finalmente fue cerrado el 29 de mayo de 1977.
La NBC Radio Network también fue una pionera en llamadas en directo transmitidas por cadena con un programa vespertino de entrevistas distribuido vía satélite: TalkNet, presentado por Bruce Williams, Bernard Meltzer y Sally Jesse Raphael. Aunque nunca fue un gran éxito de audiencia, TalkNet ayudó a consolidar el formato de entrevistas en la radio hablada a nivel nacional. Para sus afiliados, la mayoría emisoras de AM, TalkNet ayudó a llenar las noches con programación libre, permitiendo a las emisoras vender publicidad local en un formato dinámico sin el costo asociado con la producción de programación local. Unos empleados de la industria radiofónica temieron que esta tendencia podría conducir a un aumento del control de los contenidos de radio por cadenas y sindicadores.
GE adquirió RCA en 1986, y con ella la NBC, señalando el comienzo del fin de NBC Radio. Hubo tres factores que condujeron a su desaparición. En primer lugar, GE decidió que la radio no se ajustaba a su estrategia. En segundo lugar, la división de radio no había sido rentable por muchos años. Finalmente, las reglas de la FCC en aquel entonces impidieron a un nuevo propietario albergar una división de radio y una división de televisión simultáneamente. En el verano de 1987, GE vendió las operaciones de la NBC Radio Network a Westwood One, y vendió las emisoras de la NBC a compradores diferentes. En 1990, la NBC Radio Network como un servicio de programación independiente había prácticamente desaparecido, convirtiéndose en una marca para contenido producido por Westwood One, y en última instancia por, irónicamente, CBS Radio. La Mutual Broadcasting System, que Westwood One había adquirida dos años antes, corrió la misma suerte, y, esencialmente, se fusionó con NBC Radio.
Debe señalarse que la venta por GE de la división de radio de la cadena NBC fue el primer cañonazo de lo que jugaría un papel importante en los medios de radiodifusión nacional, porque cada una de las tres mayores cadenas de radio fueron adquiridas rápidamente por otras entidades corporativas. El caso de la NBC fue particularmente notable porque fue la primera en ser comprada, y fue comprada por un gigante corporativo fuera de la industria de los medios de comunicación, porque GE es, principalmente, un fabricante. Antes de su adquisición por parte de GE, la NBC operó su división de radio parcialmente por tradición, y parcialmente para satisfacer los requerimientos de la FCC acerca de distribuir programación para el interés público. (El espectro radioeléctrico es, según la FCC, propiedad del público ya que ese espectro radioeléctrico es limitado, y solo algunas frecuencias están disponibles para repartir. Este enunciado era/es la base para la regulación de radiodifusión que requiere cierto contenido para el provecho del público.) Sindicadores como Westwood One no fueron sujetos a tales normas, porque no tuvieron emisoras. En esta manera, la venta de NBC Radio — America's First Network («La Primera Cadena de América») — en muchos aspectos, marcó el "principio del fin" de la edad antigua de la radio y la introducción de la nueva industria, la cual en gran parte no es regulada.
A finales de los años 1990, Westwood One estaba produciendo noticieros bajo la marca NBC Radio, en las mañanas de los días de semana solamente. En 1999, estos fueron suspendidos, y los pocos afiliados restantes de la NBC Radio Network empezaron a recibir noticieros bajo la marca CNN Radio durante todo el día. Sin embargo, en 2003, Westwood One comenzó a distribuir un nuevo servicio llamado NBC News Radio, que consiste en actualizaciones de noticias durante un minuto, que se leen por presentadores y reporteros de televisión empleados por NBC News y MSNBC. El contenido, sin embargo, está escrito por los empleados de Westwood One, no los de NBC News.
El 1 de marzo de 2012, Dial Global anunció que CNN Radio sería interrumpida y reemplazada por una expansión de NBC News Radio el 1 de abril de ese mismo año. Esto marca la primera vez, desde la adquisición de NBC Radio y sus propiedades por Westwood One, que la NBC tiene una presencia en la radio durante todo el día. Un programa anterior de la NBC, First Light, hizo hincapié en la marca "NBC" de nuevo, después de disminuir su importancia a lo largo de los años.
NBC News Radio ofrece dos noticieros con una duración de hora completa durante todo el día. Anteriormente, solo ofrecía actualizaciones de 60 segundos durante los días de semana.
El 4 de septiembre de 2012, Dial Global lanzó NBC Sports Radio, un servicio de radio para discusiones sobre deportes.

### Televisión

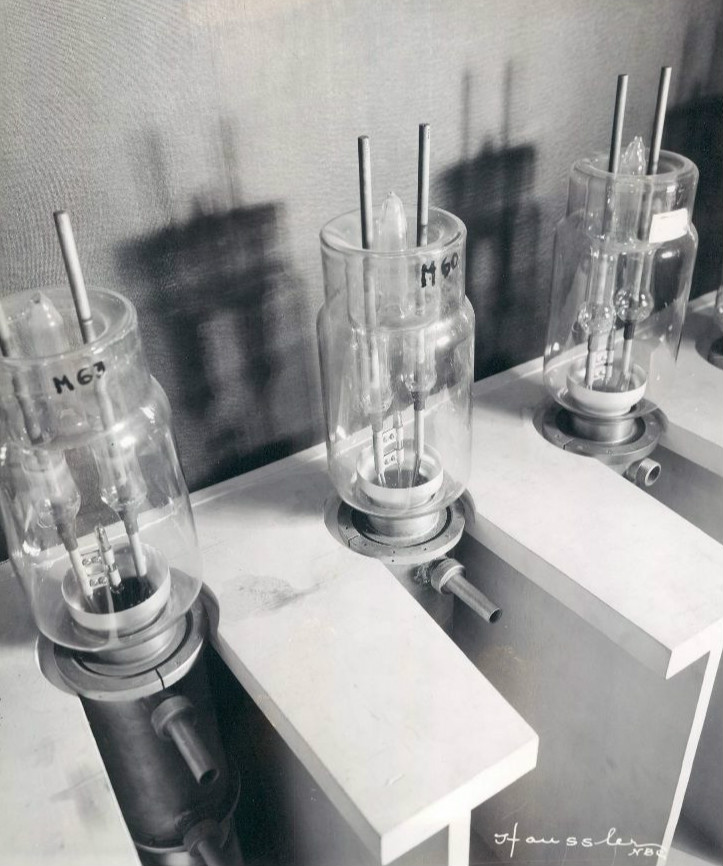
Tubos de alta frecuencia en la sala de tubos. Se utilizaron para el transmisor televisivo de la NBC, en 1936. La NBC mantuvo 220 tubos de reserva para su transmisor.

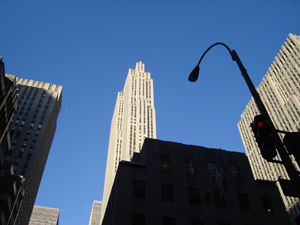
El 30 de Rockefeller Center, también conocido como el Edificio Comcast, es la sede mundial de la NBC.

Durante muchos años, la NBC estuvo estrechamente vinculada con David Sarnoff, quien la usó como un vehículo para vender electrónica de consumo. RCA y Sarnoff llamaron la atención con la introducción de un sistema de televisión totalmente electrónico al público en la Exposición General de segunda categoría de Nueva York de 1939, y simultáneamente iniciaron un horario regular de programas en el canal de televisión de NBC y RCA en Nueva York. El presidente Franklin D. Roosevelt apareció en la exposición, delante las cámaras de la NBC, convirtiéndose en el primer presidente de los Estados Unidos en aparecer en la televisión el 30 de abril de 1939. La David Sarnoff Library tiene a su disposición una fotografía real de la transmisión de Roosvelt. La emisión fue transmitida por una estación de televisión propiedad de la NBC en Nueva York, W2XBS Channel 1 (ahora WNBC, canal 4), y fue visto por alrededor de mil espectadores dentro del área de cobertura de la estación (más o menos de 40 millas o 63 km), desde su ubicación de transmisión en la Empire State Building.
Al día siguiente, el 1 de mayo, cuatro modelos de televisores de RCA salieron a la venta al público general en varias tiendas de departamento en Nueva York, promocionados en una serie de anuncios ostentosos en los periódicos. Debe señalarse que DuMont (y otros) en realidad ofrecieron televisores domésticos por primera vez en 1938 en previsión de la comenzó de los transmisiones de la NBC en abril de 1939. Más tarde en 1939, la NBC llevó sus cámaras a los juegos profesionales de fútbol y béisbol en la ciudad de Nueva York, estableciendo precedentes en la historia de la televisión.
Según se informa, el primer programa de la cadena de televisión NBC se emitió el 12 de enero de 1940, cuando una obra de teatro titulada Meet the Wife se originó en los estudios de W2XBS en el Rockefeller Center, y se reemitió por W2XB/W2XAF (ahora WRGB) en Schenectady. Esta última estación recibió la señal del canal 4 directamente del aire. Además, eventos especiales ocasionalmente se vieron en Filadelfia (a través de W3XE, que se convertiría en WPTZ, y ahora es KYW-TV) así como en Schenectady. El programa televisivo más ambicioso en la NBC antes de la Segunda Guerra Mundial fue la teledifusión de la Republican National Convention en el verano de 1940, desde Filadelfia, que fue emitido en vivo en Nueva York y Schenectady. Sin embargo, a pesar de la gran promoción por parte de la RCA, las ventas de televisores en Nueva York en el período de 1939-1940 fueron decepcionantes, principalmente debido al alto costo de los televisores, y la falta de programación regular convincente. La mayoría de televisores fueron vendidos a bares, hoteles, y otros lugares públicos, en donde el público general vio eventos deportivos y noticieros.
El período experimental de televisión terminó, y la FCC permitió iniciar las transmisiones televisivas comerciales el 1 de julio de 1941. La estación de la NBC en Nueva York, W2XBS, recibió la primera licencia comercial, y adoptó las letras de WNBT (posteriormente WNBC-TV, y ahora simplemente WNBC). El primer anuncio oficial en la televisión transmitido por cualquier estación de televisión en los Estados Unidos fue uno de Bulova Watches, vista justo antes del inicio de una transmisión de béisbol de los Brooklyn Dodgers en la estación WNBT, licenciada por la NBC para Nueva York. Un patrón de prueba, con las letras recién asignadas "WNBT" fue modificado para parecerse a un reloj, con las manos en funcionamiento. El logotipo de Bulova, con la frase «Bulova Watch Time», se mostró en la parte inferior derecha del cuadrante del patrón de prueba. Una fotografía de la cámara de la NBC emitiendo el anuncio de patrón de prueba para ese primer anuncio oficial en la televisión se puede ver en esta página. Entre la programación para la primera semana de la nueva WNBT fue The Sunoco News con Lowell Thomas, una transmisión simultánea en televisión de su programa de noticias en la radio, patrocinado por Sun Oil; boxeo amateur en Jamaica Arena; campeonatos de tenis en los Eastern Clay Courts; programación de los United Service Organizations; un concurso similar a una certamen de ortografía, llamado Words on the Wing; unos cuantos largometrajes; y una emisión de prueba del concurso Truth or Consequences, patrocinado por Lever Brothers.
Aunque la teledifusión comercial completa comenzó el 1 de julio de 1941 con los primeros anuncios pagados en WNBT, debe observarse que la emisión de anuncios experimentales sin pago en la televisión se remonta a 1930. Los anuncios de televisión sin pago más tempranos en la NBC pueden haber sido los que se observaron durante el primer juego de las Grandes Ligas de Béisbol emitido en la televisión, un juego entre Brooklyn y Cincinnati, el 26 de agosto de 1939 en W2XBS. Con el fin de garantizar los derechos para mostrar el juego en la televisión, NBC le permitió a cada uno de los patrocinadores regulares en radio de los Dodgers tener un anuncio durante la emisión, y estos fueron hechas por el locutor de los Dodgers, Red Barber. Para Ivory Soap, levantó una barra del producto; para Mobilgas, usó la gorra de una operador de estación de servicio; y para Wheaties, sirvió un plato del producto, añadió leche y plátanos, y dio un gran cucharada.
La programación comercial limitada continuó hasta que Estados Unidos entró en la Segunda Guerra Mundial. Las transmisiones se redujeron en los primeros años de la guerra, luego se expandieron cuando la NBC comenzó a prepararse para un servicio completo al final de la guerra. Incluso antes del fin de la guerra, pocos programas fueron enviados de Nueva York a estaciones afiliadas en Filadelfia (WPTZ) y Albany/Schenectady (WRGB) en un horario semanal regular comenzando en 1944. En el Día de la Victoria en Europa, el 8 de mayo de 1945, WNBT emitió horas de cobertura de noticias alrededor de la ciudad de Nueva York. Este evento fue promovido por la NBC con una tarjeta de correo directo enviado a los propietarios de televisores en el área de Nueva York. En un momento, una cámara de WNBT se colocó sobre la marquesina del Hotel Astor, mirando abajo a la multitud que celebró el fin de la guerra en Europa. La cobertura viva fue el preludio del crecimiento rápido de la televisión después de la guerra.
La cadena de televisión NBC aumentó su cobertura inicial, en un principio de cuatro estaciones. La Serie Mundial de 1947 contó con dos equipos de Nueva York (los Yankees y los Dodgers), y las ventas locales de televisores aumentaron porque los juegos eran transmitidos en Nueva York. Más estaciones de TV a lo largo de la Costa Este y en el Medio Oeste fueron conectadas mediante cable coaxial a lo largo de la década de 1940, y en septiembre de 1951 las primeras transmisiones transcontinentales comenzaron.
La década de 1950 trajo éxito para la NBC en el nuevo medio. La primera gran personalidad de la televisión, Milton Berle, atrajo a grandes audiencias de la NBC con sus payasadas en The Texaco Star Theater, que debutó en junio de 1948. Bajo su presidente innovador, Sylvester "Pat" Weaver, la cadena lanzó Today y The Tonight Show, que habían superado a sus competidores por más de cincuenta años. Weaver, quien también lanzó el género de «espectaculares»  películas producidas por la cadena de 90 minutos de duración y la serie de 90 minutos de los domingos por la tarde llamada Wide Wide World, dejó la cadena en 1955 en una disputa con su presidente, David Sarnoff, quien posteriormente nombró en su reemplazo a su hijo Robert Sarnoff.
En 1951, la NBC encargó a un compositor italo-americano, Gian Carlo Menotti, para componer la primera ópera escrito para la televisión; Menotti compuso Amahl y los visitantes nocturnos, una obra de cuarenta y cinco minutos que trata sobre un pastor discapacitado quien conoce a los Reyes Magos y es curado milagrosamente cuando ofrece su muleta al recién nacido Niño Jesús. Fue un éxito impresionante que se repitió cada año en la NBC desde 1951 hasta 1966, cuando una pelea entre Menotti y la NBC terminó las emisiones. Sin embargo, en 1978, Menotti y la NBC arreglaron sus diferencias y una producción totalmente nueva de la obra, filmada parcialmente en Medio Oriente, fue transmitida ese mismo año.

#### Televisión en color
Mientras la CBS y su rival, DuMont Television Network, también ofrecieron sus propios planes para televisión en color, RCA convenció a la FCC y logró que esta aprobara su sistema de color en diciembre de 1953. La NBC preparó programación en color durante varios días después de la decisión de la FCC. La NBC comenzó con algunos programas en 1954, y en ese verano transmitió el primer programa en emitir todos sus episodios en color, The Marriage.
- En 1955, en la antología televisiva Producers' Showcase, la NBC transmitió una producción en directo de Peter Pan en colores, una nueva adaptación musical en Broadway de la obra teatral de J.M. Barrie, con el reparto original del musical, la primera transmisión de este tipo. Mary Martin interpretó el papel de Peter y Ritchard Cyril desempeñó un doble papel como el Sr. Darling y el Capitán Garfio. La emisión atrajo a la mayor audiencia de un programa de televisión hasta entonces. Fue tan exitosa que la NBC lo reescenificó en directo, tan solo diez meses después. En 1960, mucho después de que Producers' Showcase había terminado su carrera, Peter Pan, con la mayoría del reparto de 1955, se puso en escena nuevamente, esta vez como un especial de televisión independiente grabado en vídeo, así que ya no debería ser transmitido en vivo en la televisión.

- En 1956, durante una reunión de la National Association of Broadcasters en Chicago, la NBC anunció que su estación de televisión en Chicago, WNBQ (ahora WMAQ-TV), fue la primera estación de televisión estadounidense en hacer la transición a color (con por lo menos seis horas de transmisión en color al día).

- La edición en televisión del programa de radio The Bell Telephone Hour se estrenó en color en la NBC en 1959, donde continuó por nueve años más.

- En septiembre de 1961, la antología televisiva de Walt Disney se trasladó de la ABC a la NBC, donde el programa continuó con su emisión, esta vez en color. Muchos de los programas de Disney que habían sido emitido en negro y blanco por la cadena ABC habían sido filmados realmente en color, así que podrían ser repetidos fácilmente en la edición del programa por parte de la NBC.

- El Rose Bowl de 1962 fue la primera emisión televisiva en color de un partido de fútbol universitario.

En 1963, mucho de la programación en el horario central de la NBC era en color, aunque algunos programas populares, como El agente de CIPOL, que se estrenó a finales de 1964, tuvieron sus primeras temporadas completamente en negro y blanco. En el otoño de 1965, la NBC logró una programación de horario central que era casi totalmente en color (con las excepciones de Mi bella genio y Convoy), y comenzó su marcación como The Full Color Network («La Red de Color Total»). Sin televisores para vender, las rivales de la NBC siguieron más lentamente, finalmente cometiendo a una programación de horario central que era totalmente en color en la temporada de 1966-1967. Days of our Lives fue el primer serial televisivo en ser estrenado en color.
En 1967, la NBC adquirió los derechos para transmitir la película clásica El mago de Oz de Metro-Goldwyn-Mayer después de que la CBS, que había transmitido la película a partir de 1956, se negó a cumplir con el aumento por parte de MGM del precio para más emisiones televisivas de la película. Oz había sido, hasta entonces, uno de los pocos programas que la CBS había transmitido en color, pero en 1967, el color ahora era la norma en la televisión, y la película se convirtió en otro programa en la lista de especiales en color transmitidos por la NBC. La cadena mostró la película cada año durante ocho años (1968-1976), y después de ese período, la CBS, dándose cuenta de que pudo haber cometido un error colosal, acordó pagar más dinero a MGM, por lo que los derechos para exhibir la película podrían volver a esa cadena.
Dos características distintivas de la emisión de la película en la NBC fueron los siguientes:
1. La película se emitió por primera vez sin un presentador para introducirla como siempre se había emitida anteriormente, y
2. la película fue cortada ligeramente para dar cabida a más anuncios. A pesar de los recortes, sin embargo, continuó recibir audiencias excelentes en la televisión en los días antes del VCR, porque el público generalmente era incapaz de ver la película de otra manera en ese momento.

A finales de los años 1960, se implementaron cambios grandes en las prácticas de programación de las grandes cadenas de televisión. Cuando los baby boomers alcanzaron la edad adulta, la NBC, la CBS, y la ABC se dieron cuenta de que mucha de su programación existente estaba orientada a una audiencia mayor que había visto esos programas por años. La gran población joven fue altamente atractiva para los anunciantes y las cadenas comenzaron a eliminar programas orientados a una edad mediana de 50 años o más para mejorar sus audiencias—en el caso de la NBC, esto incluyó tales programas como The Bell Telephone Hour y Sing Along With Mitch. Durante este período, las cadenas comenzaron a definir 18-49 como su edad de destino principal, aunque dependiendo del programa, esto podría ser subdividido en 35-45, 18-25, o 18-35. Independientemente del objetivo demográfico exacto, la idea general fue apelar a televidentes que no estaban cerca a la edad de jubilación.

#### Años 1970: Estancamiento

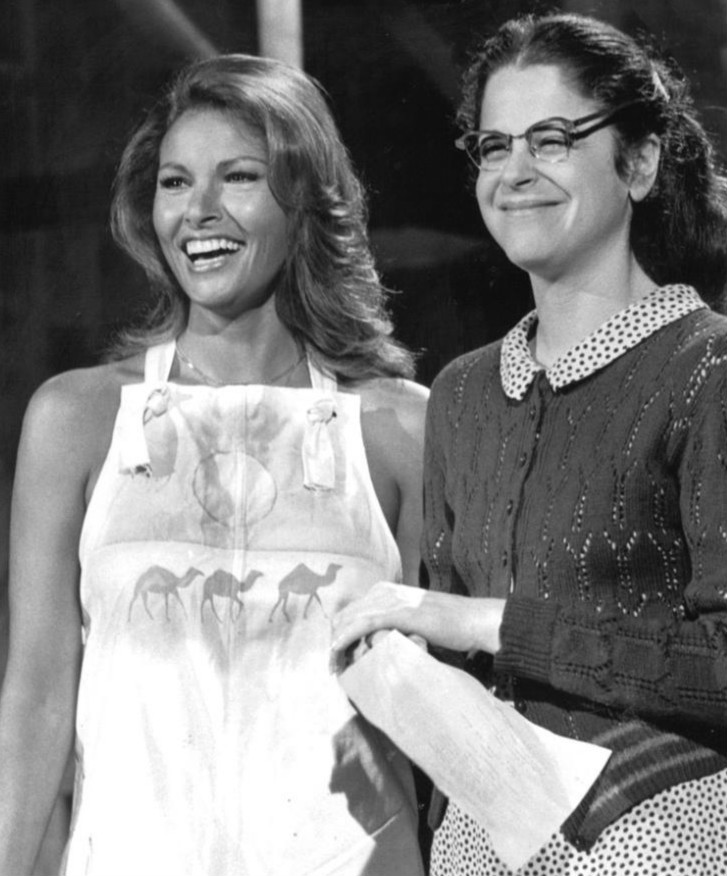
Raquel Welch y Gilda Radner, estrellas tempranas de Saturday Night Live, el único programa de la NBC en ser exitoso durante los años 1970.

Un logotipo adoptado por la NBC en 1975.

La década de 1970 comenzó con fuerza para la cadena gracias a éxitos como Adam-12, Rowan & Martin's Laugh-In, Ironside, The Dean Martin Show, y The Flip Wilson Show, pero esto no duró. A pesar del éxito de tales programas nuevos como The NBC Mystery Movie, Sanford and Son, Chico and the Man, Little House on the Prairie, The Rockford Files, La mujer policía, y Emergency!, así como el éxito continuo de tales veteranos como The Tonight Show Starring Johnny Carson y The Wonderful World of Disney, la cadena entró en un bache a mediados de la década. Disney, en particular, vio una caída en sus audiencias cuando la CBS puso 60 Minutes en contra de él durante la temporada 1975-1976. En 1974, bajo su nuevo presidente, Herb Schlosser, la cadena trató de perseguir a espectadores más jóvenes con una serie de películas costosas, miniseries, y especiales. Esto no logró atraer a la demográfica deseable, y alienó a los espectadores mayores. Ningunos de los nuevos programas del horario estelar de la NBC que se estrenaron en el otoño de 1975 obtuvieron una segunda temporada, porque todos faltaron en la vista de la competencia establecida. El único éxito de la cadena en esa era fue un programa pionero de comedia y variedades que se emitió tarde en la noche, Saturday Night Live (originalmente titulado NBC's Saturday Night), en un intervalo de tiempo anteriormente mantenido por reposiciones de The Tonight Show.
En 1978, Schlosser fue promovido a la vicepresidencia ejecutiva de RCA, y una desesperada NBC apartó Fred Silverman fuera de la ABC para alterar sus propias fortunas. Con las excepciones notables de Diff'rent Strokes, Real People, The Facts of Life, y el miniserie Shogun, no pudo encontrar un éxito. Los fracasos acumularon rápidamente durante su administración (por ejemplo, en los casos de Hello, Larry, Supertrain, Pink Lady and Jeff, y The Waverly Wonders). Irónicamente, muchos de ellos fueron derrotados en los índices de audiencia por los programas que Silverman había aprobado en la CBS y la ABC.
También durante este tiempo, la NBC sufrió con la deserción de varios afiliados veteranos en tales mercados como Atlanta (WSB-TV), Baltimore (WBAL-TV), Baton Rouge (WBRZ-TV), Charlotte (WSOC-TV), Dayton (WDTN), Indianápolis (WRTV), Jacksonville (WTLV), Minneapolis-St. Paul (KSTP-TV), y San Diego (KGTV). Muchos fueron apartados por la ABC, que era la cadena más prominente durante la década de 1970 y a principios de los años 1980, mientras que WBAL-TV se vendió a la CBS. En el caso de WSB-TV y TV-WSOC, ambos fueron (y siguen siendo) bajo propiedad común con Cox Enterprises, con su otra filial de la NBC en el momento, WIIC-TV en Pittsburgh (que se convertiría en WPXI el año siguiente y sigue siendo también propiedad de Cox), solamente permaneciendo con la cadena porque el mismo WIIC-TV fue en un distante tercer lugar con KDKA-TV, que entonces fue un afiliado de la CBS y un secundario de Westinghouse Broadcasting, y WTAE-TV, un afiliado preexistente de la ABC. (KDKA-TV, que ahora es propiedad de la CBS, infamemente pasó a afiliarse a la NBC después de que Westinghouse Electric Corporation compró la estación de Dumont en 1954, dando lugar a una relación áspera entre la NBC y Westinghouse años después). En tales mercados como San Diego, Charlotte, y Jacksonville, la NBC fue obligada a sustituir a las estaciones perdidas con nuevos afiliados emitiendo en la banda de UHF, con la estación de San Diego (KNSD) llegando a ser una estación con propiedad y operación de la NBC. Otros mercados más pequeños de televisión, como Yuma, esperaron muchos años para conseguir otro afiliado local de la NBC (véase las cadenas de televisión KIVA y KYMA). Las estaciones en Baltimore, Dayton, y Jacksonville, sin embargo, desde entonces ha reunidas a la cadena.
Cuando el presidente de los Estados Unidos, Jimmy Carter, retiró el equipo estadounidense de los Juegos Olímpicos de Moscú 1980, la NBC canceló una planeada de 150 horas de cobertura (que había tenida un costo de $87.000.000), y el futuro de la cadena estaba en duda. Había contado en $170.000.000 en ingresos por publicidad y en las transmisiones para ayudar a promover los programas de su nueva temporada.
La prensa fue implacable hacia Silverman, pero los dos ataques más salvajes en sus dirigentes provenían del interior. La empresa que compuso la promoción musical «Proud as a Peacock» creó una parodia de la campaña publicitaria llamada «Loud as a Peacock». El locutor de radio Don Imus, de WNBC en Nueva York, jugó la parodia en el aire. Esto enfureció a Silverman, quien ordenó la destrucción de todas las copias restantes de la parodia, aunque algunas copias quedan hoy en día. En Saturday Night Live, uno de los escritores del serie, Al Franken, satirizó Silverman en un sketch de SNL titulado «Limo for a Lame-O». Como resultado, Silverman admitió que «nunca le gustó Al Franken, para empezar», y el sketch arruinó la oportunidad de Franken para suceder a Lorne Michaels como productor ejecutivo de SNL.

#### Años 1980: Entrada de Tartikoff

Logotipo de NBC desde 1986 hasta 2011.

En el verano de 1981, Fred Silverman renunció a su posición como presidente de la cadena, que luego se ocupó por Grant Tinker, quien era acompañado por Brandon Tartikoff como su jefe de programación. Tartikoff heredó una programación llena de dramas envejecidos y pocas comedias de situación, pero mostró su paciencia con los programas prometedores. Un tal programa fue la serie críticamente aclamada Hill Street Blues, que obtuvo audiencias bajas en su primera temporada. En lugar de cancelarla, trasladó la drama policial a la noche del jueves, donde sus índices de audiencia mejoraron drásticamente. Utilizó la misma táctica con St. Elsewhere y Cheers. Programas como estos fueron capaces de obtener los mismos ingresos de publicidad como sus competidores, debido a su demografía deseable (espectadores de primer nivel con 18 a 34 años de edad). Mientras que la cadena afirmó éxitos moderados con Gimme a Break!, Silver Spoons, Knight Rider, y Remington Steele, su mayor éxito en este período fue The A-Team, que, en el décimo lugar, fue el único programa con índices suficientes de audiencias en la NBC durante la temporada de 1982-1983, y alcanzó el tercer lugar el año siguiente. Estos programas ayudaron a la NBC a lo largo de la desastrosa temporada de 1983-1984, en la cual ninguno de sus programas del otoño reciente obtuvieron un segundo año.
En febrero de 1982, la NBC canceló el programa Tomorrow presentado por Tom Snyder, y dio la franja horaria al comediante David Letterman. Aunque Letterman había presentado una serie diurna sin suficiente éxito que debutó el 23 de junio de 1980, su serie nocturna Late Night demostró ser mucho más exitosa.
En 1984, el enorme éxito de The Cosby Show condujo a un interés renovado en las comedias, mientras que Family Ties y Cheers, que fueron estrenados en 1982 con audiencias mediocres, vieron un aumento de audiencia con Cosby como su lead-in. La cadena se trasladó desde el tercer puesto al segundo puesto en esa temporada. Alcanzó el primer lugar en los índices Nielsen en la temporada 1985-1986, con éxitos como The Golden Girls, Miami Vice, 227, Night Court, Highway to Heaven, y Hunter. La recuperación de la cadena continuó a lo largo de la década con ALF, Amen, Matlock, L. A. Law, La familia Hogan, A Different World, Empty Nest, y In the Heat of the Night. En 1986, Bob Wright fue nombrado presidente de la NBC. En la temporada 1988-1989, la NBC, que emitió un sorprendente número de 18 de los 30 programas con mayor audiencia, ganó las mayores audiencias en todas las semanas durante más de 12 meses, un logro que no ha sido replicado antes ni después.
En el otoño de 1987, la NBC concibió un bloque de sindicación llamada Prime Time Begins at 7:30 («El horario central comienza a los 19:30»), que constó de cinco comedias de situación, cada uno de los cuales se emitió en una noche diferente de la semana: Out of This World, en lo que Maureen Flannigan interpretó una niña semi-extraterrestre con capacidades sobrenaturales; Marblehead Manor, sobre el propietario de una mansión y las personas quienes vivieron con él; She's the Sheriff, protagonizado por Suzanne Somers; We Got It Made, un renacimiento de un programa de corta duración de la temporada 1983–84, y You Can't Take It With You, una adaptación de una obra de teatro con el mismo título, escrito por George S. Kaufman en 1937. El objetivo de este paquete era atraer espectadores a las emisoras de NBC en la media hora antes de la hora de máxima audiencia, que comenzó a las 20:00 en cada zona horaria excepto por la Zona Horaria Central. La inspiración para la concepción del bloque fue la flexibilización de la Prime Time Access Rule, que había exigida el devuelto de la franja de las 19:30 a las estaciones locales, y la relajación de las reglas fin-syn, que le habían impedida a las cadenas crear alas con programación de sus propias unidades de sindicación para llenar el vacío. Los programas en el bloque se desechó regularmente en muchos mercados por tales concursos sindicados como Wheel of Fortune de Pat Sajak y Vanna White, el renacimiento de Jeopardy! con Alex Trebek, y la versión de Hollywood Squares presentado por John Davidson, antes de que el experimento se cesó completamente al final de la temporada 1987-1988.

La NBC transmitió la primera de siete emisiones consecutivas de los Juegos Olímpicos, cubriendo los Juegos de Verano en Seúl en 1988. En 2002, la cadena añadiría los Juegos Olímpicos de Invierno, que le daría a la NBC los derechos de todos los Juegos Olímpicos, hasta los Juegos Olímpicos de Londres 2012.

#### Años 1990: «Must See TV»
En 1991, Tartikoff dejó la NBC para tomar un puesto en Paramount Pictures, después de pasar una década en impulsar la NBC a la cima de los índices Nielsen. Warren Littlefield tomó su lugar como presidente de NBC Entertainment. Su comienzo fue inestable debido a las salidas de la mayoría de los éxitos de la era Tartikoff. Algunos lo culpó por la transferencia de David Letterman a la CBS después de nombrar Jay Leno como presentador de The Tonight Show tras la jubilación de Johnny Carson en mayo de 1992. La suerte de la NBC cambió con las series exitosas Friends, Mad About You, Frasier, ER, y Will & Grace. Una de las adquisiciones finales de Tartikoff, Seinfeld, inicialmente luchó, pero se convirtió en uno de los mejores programas en la NBC después de ser trasladado al intervalo de tiempo que siguió Cheers. El lema «Must See TV» fue aplicado a la alineación fuerte de la noche del jueves. Después de que el programa popular Seinfeld terminó su carrera en 1998, Friends se convirtió en la comedia más popular en la NBC. Dominó las índices de audiencia, sin dejar el listado de los programas más vistos del año desde su segunda temporada hasta su décima, y obtuvo el primer puesta en su octava temporada (la temporada 2001-2002). Frasier también era muy popular y, a pesar de que no tuvo una audiencia tan alta como Friends, todavía generalmente ganó altas audiencias y numerosos premios Emmy.
A mediados de la década de 1990, la división de deportes de la NBC, encabezada por Dick Ebersol, obtuvo los derechos a tres de las cuatro principales organizaciones deportivas profesionales (la National Football League (NFL), la National Basketball Association (NBA), y las Grandes Ligas de Béisbol), los Juegos Olímpicos, y el equipo nacional de fútbol de los Notre Dame Fighting Irish. El programa NBA on NBC tuvo un gran éxito en los años 1990, debido en gran parte a la racha de seis campeonatos de los Chicago Bulls cuando se llevaron por la superestrella Michael Jordan. NBC Sports sufriría un gran golpe en 1998, sin embargo, cuando perdió los derechos para la NFL a la CBS, que había perdida los derechos a la Fox Broadcasting Company cuatro años antes.
En 1998, Littlefield dejó la NBC. Scott Sassa le sustituyó como presidente de NBC Entertainment. Sassa supervisó el desarrollo de tales series como The West Wing, Law & Order: Special Victims Unit, y Fear Factor. Sassa entonces nombró Garth Ancier como su reemplazo en 1999. Ancier fue responsable por la introducción de The West Wing a la televisión. Jeff Zucker reemplazó Ancier como presidente de NBC Entertainment en 2000.
La campaña «Must See TV» disminuyó después de que Friends y Frasier terminaron sus emisiones en 2004. Un spin-off de Friends, Joey, comenzó a fallar durante su segunda temporada, a pesar de un comienzo relativamente bueno.

#### Nuevos problemas en el nuevo siglo
Al principios de los años 2000, las fortunas de la NBC dieron una vuelta rápida para lo peor. La cadena ya había perdido a muchos espectadores a finales de los años 1990 quienes boicotearon la programación de NBC después de la cancelación de la ópera de larga duración Another World en 1999. En 2001, la CBS eligió su reality show Survivor para consolidar su alineación para el noche del jueves. Su éxito fue tomado como una sugerencia que el dominio de la NBC en la noche del jueves se podía romper después de casi dos décadas. Con la pérdida de Friends y Frasier en 2004, la NBC se quedó con varios programas con audiencia moderada y pocos verdaderos éxitos. Para entonces, su oferta de deportes más importantes se había reducida a los Juegos Olímpicos, PGA Tour Golf, y un forcejeo programa de fútbol de Notre Dame. Las índices de audiencia de la NBC cayeron al cuarto lugar. La CBS llevó la mayor parte de la década, seguida por un resurgimiento de la ABC y Fox (que se convertiría en la cadena más vista durante la temporada 2007-08). Durante este tiempo, todas las cadenas experimentaron audiencias reducidas debido a la creciente competencia de cable, vídeo doméstico, videojuegos, e Internet, con la NBC como la más afectada.

Logotipo de Telemundo, que fue adquirida por la NBC en 2002.

En octubre de 2001, la NBC llegó a un acuerdo con Liberty Media y Sony Pictures Entertainment para comprar la cadena de televisión hispanohablante Telemundo por 2.7 mil millones de dólares, derrotando a otros licitadores como la CBS y Viacom. El acuerdo se completó en 2002.
Con el inicio de la temporada 2004-2005, la NBC se convirtió en la primera cadena principal en producir su programación en formato de pantalla ancha, con la esperanza de atraer a nuevos espectadores; sin embargo, la cadena solo vio un ligero impulso.
En 2004, Zucker fue promovido al cargo recién creado de presidente del NBC Universal Television Group. Kevin Reilly se convirtió en el nuevo presidente de NBC Entertainment.
En diciembre de 2005, la NBC empezó el concurso Deal or No Deal, obteniendo altas audiencias, y volviendo multi-semanal en marzo de 2006. En caso de éxito sostenido, Deal or No Deal regresó en el otoño de 2006. De lo contrario, la temporada 2005-2006 fue uno de los peores para la NBC en tres décadas, con solo una serie, My Name Is Earl, sobreviviendo para una segunda temporada. La temporada 2006-2007 fue una mezcla, con Héroes convirtiéndose en un éxito sorpresa en las noches de lunes, mientras que el muy promocionado Studio 60 on the Sunset Strip, del creador del éxito dramático The West Wing, perdió un tercio de sus espectadores iniciales en seis semanas, y fue finalmente cancelado. NBC Sunday Night Football volvió a la cadena después de ocho años, Deal or No Deal permaneció fuerte, y las comedias The Office y 30 Rock ganaron el premio Emmy en la categoría de «mejor serie de comedia» por cuatro años consecutivos. Sin embargo, la NBC ha permanecida en cuarto lugar, apenas por delante de The CW Network.
Sin embargo, la NBC ganó éxito en su horario veraniego, a pesar de sus audiencias descendentes dentro de la temporada regular de emisiones. America's Got Talent, un reality show de talentos presentado por Regis Philbin, con su estreno mundial en 2006, ganó un índice de audiencias de 4.6 entre el demográfico de las edades entre 18 y 49, que era más alta que el estreno original de American Idol en Fox en 2002. El programa continuaría acumular audiencias inusualmente altas a lo largo de su carrera veraniega. Sin embargo, la NBC no decidió colocarlo en la temporada de la primavera; en cambio, decidió usarlo como una plataforma para promover sus programas venideros en la temporada del otoño. El programa es ahora presentado por Nick Cannon, y continúa acumular audiencias altas a lo largo de sus temporadas veraniegas.
Durante la temporada 2007-2008, el único estreno destacable fue el de la serie dramática Chuck, que pasó a durar cinco temporadas; ninguna otra serie estrenada en el período difícil de la huelga de guionistas en Hollywood (que estaba ocurriendo en esa era) fue capaz de ganar una segunda temporada.
En 2007, Ben Silverman reemplazó Kevin Riley como presidente de NBC Entertainment, mientras que Jeff Zucker sucedió Bob Wright como director ejecutivo de la NBC. No surgieron éxitos nuevos en el horario estelar durante la temporada 2008-2009 (a pesar de la buena suerte rara de la NBC para tener la oportunidad de promocionar sus nuevas ofertas durante el Super Bowl XLIII y los Juegos Olímpicos de Pekín 2008), mientras que Héroes y Deal or No Deal derrumbaron en las audiencias, y ambos fueron cancelados. El presidente y director ejecutivo de NBC Universal, Jeff Zucker, había dicho previamente que la NBC ya no creó que podría ser la mejor cadena en el horario central.
En marzo de 2007, la NBC anunció que ofrecería programas de horario estelar con duración larga, tales como The Office y Héroes, bajo demanda para mostrar en los teléfonos móviles. Esta fue naciente para los Estados Unidos, porque el mercado está alejándose lejos de la televisión tradicional.
En 2009, Jeff Gaspin reemplazó Ben Silverman como presidente de NBC Entertainment.

#### 2010-presente

Logotipo de NBC desde 2013 hasta 2018.

La NBC transmitió los Juegos Olímpicos de Vancouver 2010, generando audiencias más altas que su difusión previa de los juegos de Turín en 2006. La NBC fue criticada en repetidas ocasiones para mostrar imágenes de la muerte de Nodar Kumaritashvili, un piloto de luge de Georgia. Debido a esto, el presidente de NBC News, Steve Capus, prohibió el uso de las imágenes en el aire sin su permiso, y le ordenó al locutor Bob Costas prometer que el vídeo no sería mostrado de nuevo durante los Juegos. NBC Universal está en camino de ganar al menos $250.000.000 menos de los anunciantes que los $820.000.000 pagados por los derechos para emitir los Juegos en Estados Unidos. Incluso así, con su posición continuó siendo en el cuarto lugar (aunque sea virtualmente empatado con la ABC en muchas categorías, debido a los eventos deportivos), la temporada 2009-2010 terminó con solo dos programas con guion – Community y Parenthood, así como tres programas sin guion – The Marriage Ref, Who Do You Think You Are?, y Minute to Win It – siendo renovados por una segunda temporada, mientras que otros como Héroes y Law & Order fueron cancelados, el segundo después de 20 temporadas, lo empatando con Gunsmoke para el récord de la duración más larga para dramas. La temporada 2010–2011 fue más desastrosa, con solo dos reemplazos de media temporada, Harry's Law y The Voice teniendo como juez principal a la cantante internacional Christina Aguilera, siendo renovados para una tercera temporada a partir de septiembre.

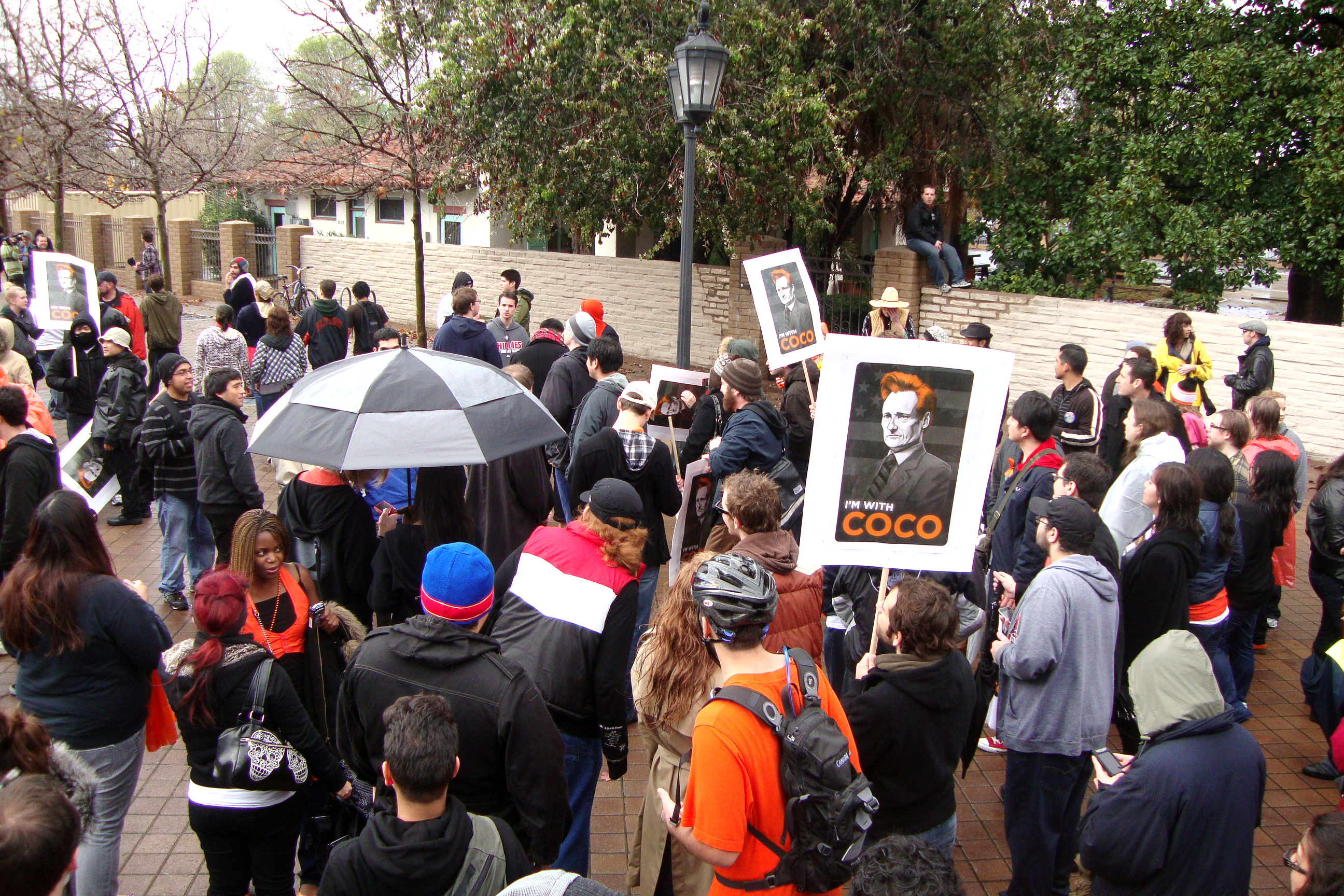
Defensores de Conan O'Brien como presentador de The Tonight Show protestan fuera de los Universal Studios en Los Ángeles.

Cuando Conan O'Brien reemplazó Jay Leno como presentador de The Tonight Show en 2009, la cadena dio a Leno un nuevo talk show, The Jay Leno Show, cometiendo a lo emitir cada noche de semana a las 22:00 (Tiempo del Este/Pacífico), como una alternativa económica a las procedimentales y otros dramas que por lo general son emitidos durante ese intervalo de tiempo. De este modo, la NBC se convirtió en la primera cadena grande de Estados Unidos en las últimas décadas, o posiblemente jamás, en transmitir el mismo programa todos los días laborables durante el horario estelar. Sus ejecutivos llamaron la decisión «un momento de transformación en la historia de la teledifusión» y «en efecto, el lanzamiento de cinco programas». Por el contrario, ejecutivos de la industria criticaron la cadena para el abandono de una historia de transmitir dramas de calidad en esa hora, y que haría daño a la NBC por socavar una reputación basada en exitosas programas con guiones. En enero de 2010, sin embargo, la NBC acabarían anunciando que The Jay Leno Show sería cancelado, citando las quejas de muchos afiliados, cuyos noticieros locales disminuyeron significativamente en las audiencias como resultado del cambio. Zucker intentó moverse y acortar The Jay Leno Show al espacio de tiempo de 23:35-24:05 y mover los programas existentes, incluyendo The Tonight Show, detrás 30 minutos. Esto, sin embargo, causó reacciones considerables, porque O'Brien no había ser otorgado ninguna opción o notificación previa de la mudanza. Además, su contrato le garantizó un mínimo de tres años como presentador, y la mayor parte de su personal había trasladado con él de Nueva York a California, menos de un año antes de que el programa comenzase. O'Brien negó ser parte de estos movimientos, ganando un gran apoyo público y profesional, y conduciendo a una serie de conflictos sobre el presentador y la franja horaria, con Leno, Zucker, y la NBC en su totalidad habiendo visto reacción negativa significativa en contra de ellos por su la participación. Leno acabaría regresando como presentador de The Tonight Show a partir del 1 de marzo de 2010, mientras que O'Brien aceptó una compra a partir de la NBC. O'Brien pasó a ser el presentador de un nuevo programa, Conan, en la cadena de cable TBS a partir de noviembre de 2010.
A pesar de la eliminación de The Jay Leno Show del horario estelar, el cambio tuvo casi ningún impacto en las audiencias de la cadena. Los aumentos que la NBC anotó en la temporada 2010, en comparación con la temporada de 2009, fueron casi exclusivamente atribuidos a las audiencias aumentadas para NBC Sunday Night Football. Los programas actualmente en las franjas horarias ocupadas por The Jay Leno Show están atrayendo a audiencias más bajas que las de The Jay Leno Show.
Jeff Zucker anunció el 24 de septiembre de 2010 que dejaría el cargo como director ejecutivo de NBC Universal, cuando la compra de la NBC por Comcast se completó a finales del año. Después de que la compra se completó, Steve Burke se convirtió en el nuevo director ejecutivo de NBC Universal y Robert Greenblatt reemplazó Jeff Gaspin como presidente de NBC Entertainment.
La cadena completó su conversión total a un horario completo en alta definición (fuera de los horarios de sábado por la mañana arrendados por el consorcio Qubo) el 20 de septiembre de 2011, con el estreno de la temporada undécima de Last Call with Carson Daly en ese formato.
A mediados de la temporada 2010-2011, la NBC fue capaz de encontrar algo de éxito con su drama legal Harry's Law (después de que se trasladó a los domingos a mediados de la temporada), con su posición en el listado de los 30 mejores programas atribuida a su éxito entre la audiencia total, aunque fracasó horriblemente entre el demográfico de las edades entre 18 y 49. Por otro lado, la NBC lanzó una serie nueva de telerrealidad con concursos de canto, The Voice, que se convirtió en un éxito aún mayor para las audiencias de la cadena. Tras su emisión del Super Bowl XLVI en febrero de 2012, The Voice regresó para su segunda temporada con 37,61 millones de espectadores. Desde entonces, la NBC se ha convertida en la mejor cadena en las noches de lunes con esa serie, así como el drama musical Smash; sin embargo, las audiencias de ambos programas disminuyeron sustancialmente durante el transcurso de la temporada. La NBC renovó varias series nuevas para una temporada nueva, aunque ningunas de ellas demostraron ser éxitos grandes entre las audiencias.

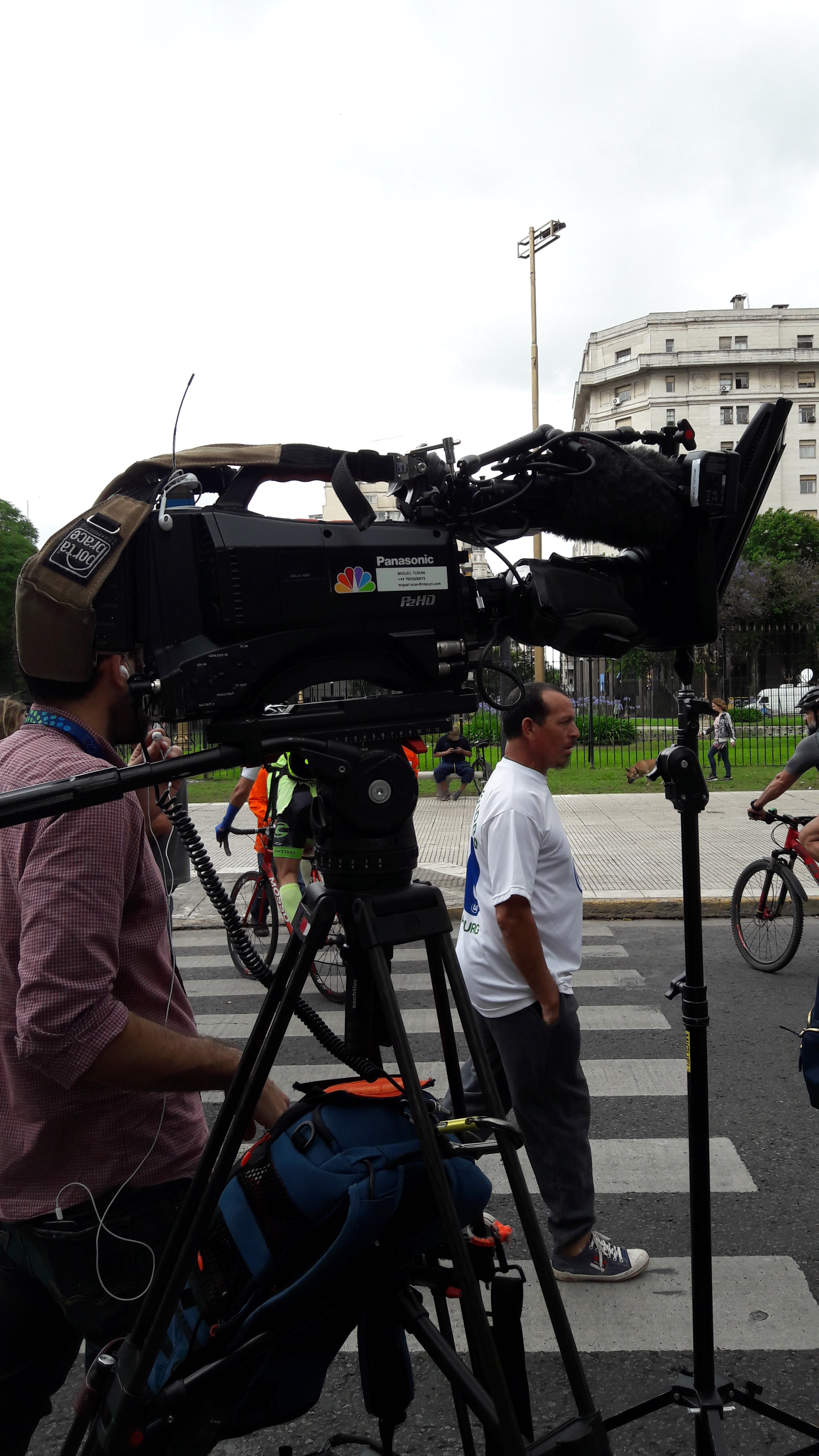
Cámara de NBC en una cobertura periodística en Buenos Aires, Argentina.

A pesar de tener la transmisión más vista en la historia de la televisión estadounidense (Super Bowl XLVI) y el programa más visto de la temporada (NBC Sunday Night Football), la NBC acabó la temporada de 2011-2012 en la tercera posición entre la demográfica de las edades de 18-49, con solamente tres programas introducidos ese otoño (Grimm, Whitney, and Up All Night) siendo renovados para una segunda temporada. Sin embargo, esto rompió su racha perdedora de ser en la cuarta posición por los 8 temporadas anteriores.
En el otoño de 2012, la NBC considerablemente expandirá su lista de comedias, aumentando el número a 10, siendo emitidas en las noches de martes, miércoles, jueves, y viernes, aumentado de las 4 comedias que fueron emitidas en el otoño de 2011. En el otoño, la NBC fue en el primer puesto entre el demográfico de los 18-49 años, impulsada por el retorno de The Voice en el otoño, el exitoso drama Revolution, la comedia Go On, y el éxito continuo de Sunday Night Football. Sin embargo, cuando la cadena suspendió The Voice y Revolution, sus audiencias a mediados de la temporada disminuyeron, y en febrero, la cadena cayó al quinto lugar, detrás de la cadena en español Univision.

Logotipo de NBC desde 2018 hasta 2022.

A partir del 18 de marzo de 2013, la totalidad de las operaciones de NBC Sports, incluyendo NBC Sports Network, tienen su sede en facilidades en Stamford, Connecticut.

## NBC News

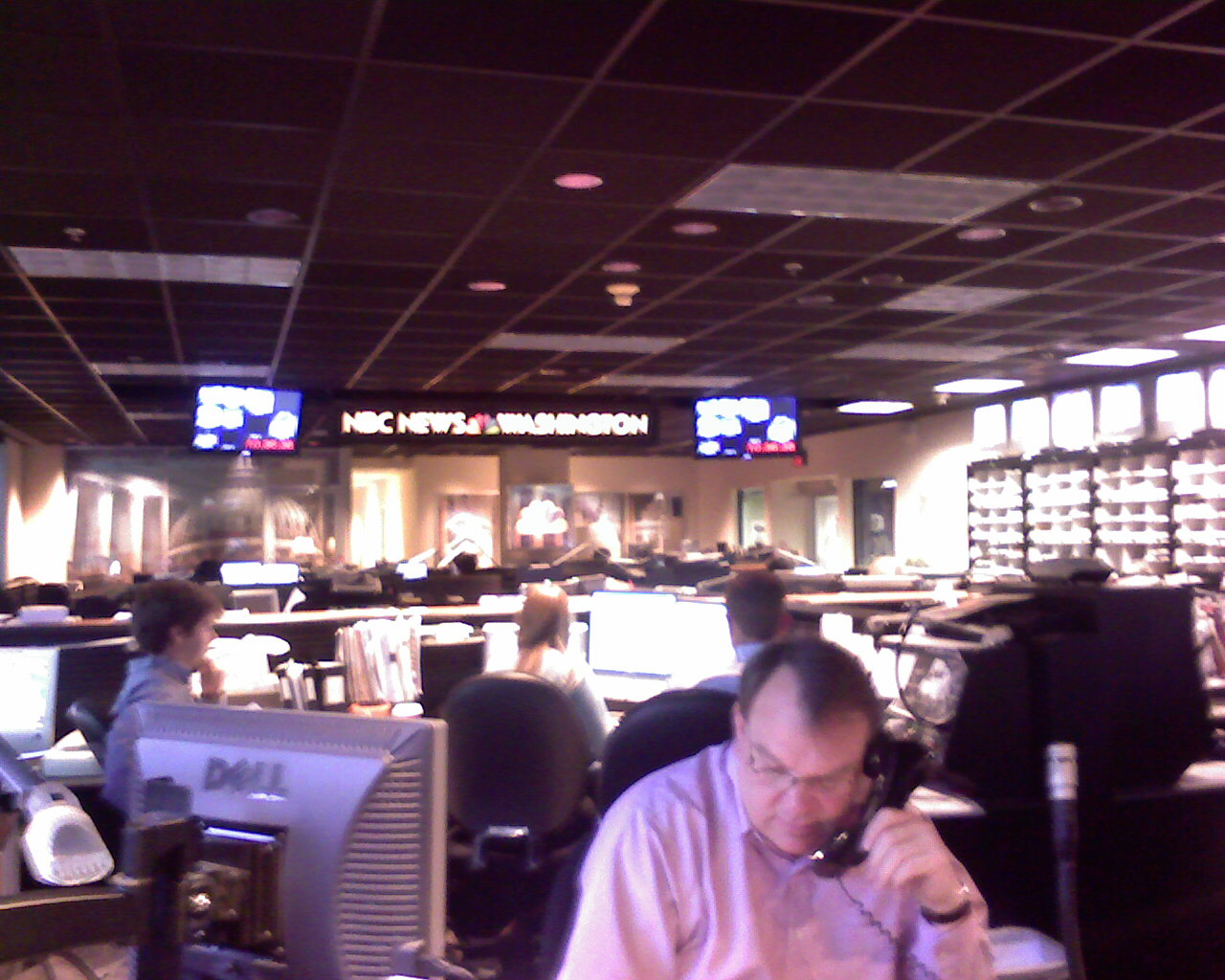
Edificio en Washington de NBC News

La presentación de las noticias ha sido una parte importante de la operación e imagen pública de la NBC a partir de sus días en radio. Producciones notables de NBC News incluyen la revista semanal Dateline NBC; un programa de noticias presentado a principios de la mañana, llamado Early Today; el programa semanal de noticieros y entrevistas Meet the Press; NBC Nightly News, el noticiero principal que se presente en el noche; y el programa matinal de noticias Today.

### Polémicas
La cadena, de un carácter más público que sus competidoras, ha tenido dos polémicas debido a su afinidad con los gobiernos de turno.
La primera fue durante el mandato del presidente Richard M. Nixon en que la red negó la existencia de un sistema de grabación de cintas magnetofónicas con una gran cantidad de conversaciones dentro de la Casa Blanca durante el escándalo político de Watergate en 1973, ni sus intervenciones en China, Filipinas e Iberoamérica para derrocar a los presidentes de aquellos países por el peligro de que se asociaran a la Unión Soviética, entre otros planes. Años más tarde, durante la presidencia de George W. Bush, tampoco aparecieron en sus informativos las torturas que se le aplicaban a supuestos terroristas en el campo de detención en Guantánamo.

## Mercado de cable
En las décadas de 1980 y 1990, la NBC expandió su división de noticieros al mercado de cable.
En 1988, la NBC adquirió Tempo Television, una cadena que mostró una mezcla de películas, programas instructivos, y programación educativa con bajo presupuesto. El 17 de abril de 1989, la cadena se relanzó como la Consumer News and Business Channel (CNBC), una cadena en cable que ofrece noticieros sobre empresas y finanzas. Posteriormente, el 21 de mayo de 1991, esa cadena se fusionó con la Financial News Network (FNN), y su nombre se cambió a simplemente CNBC. Mientras tanto, en julio de 1996, junto con Microsoft, la NBC creó la cadena MSNBC, que ofrece noticieros generales con un orientación política. En 2002, la NBC adquirió la cadena de cable Bravo, además compró la mitad del certamen de belleza más importante del mundo, el Miss Universo, convirtiéndose desde ese año en la cadena que lo televisa y distribuye alrededor del mundo, y además, junto con Donald Trump, en los propietarios del certamen y miembros de la Organización Miss Universo. En 2008, la NBC adquirió la cadena de tiempo llamado The Weather Channel de Landmark Communications, junto con Bain Capital y Blackstone Group.

## NBCi
En abril de 2000, la NBC compró por 32 millones de dólares una empresa que especializó en buscadores que aprendieron de las búsquedas de usuarios, llamada GlobalBrain y encargada por SLI Systems.
En 1999, la NBC brevemente cambió su dirección web a «NBCi.com», en un intento muy publicitado para lanzar un portal y una página de inicio en el Internet. En este movimiento la NBC colaboró con Xoom, e-mail.com, AllBusiness.com, y Snap.com, y lanzó un portal multifacéta con correo electrónico, alojamiento por web, comunidad, chat, personalización, y capacidad de noticias. El experimento duró alrededor de una temporada, falló, y NBCi se dobló nuevamente en la NBC. La parte de NBC-TV de la página web volvió a NBC.com. Sin embargo, el sitio web de NBCi continuó como un portal de contenidos con la marca NBC, utilizando una versión de marca de InfoSpace para ofrecer contenido de portal mínimo. A mediados de 2007, NBCi.com comenzó a reflejar NBC.com.

## Programación
La NBC actualmente opera en un horario regular con 87 horas de programación. Ofrece 22 horas de programación del horario estelar a las estaciones afiliadas: de lunes y sábado, 20:00 a 23:00 (Horario del Este/Horario Pacífico), 19:00 a 22:00 (Horario Central, Horario de la Montaña, Horario de Alaska), 18:00 a 21:00 (Horario Hawaiano); y en los domingos, 19:00 a 23:00. También se ofrece programación de 7:00 a 11:00 los días de semana en la forma de Today, que también tiene una edición de dos horas en sábados y una edición de una hora en domingos; el drama diurno Days of our Lives; las ediciones nocturnas de NBC Nightly News; el talk show político Meet the Press; el noticiero matinal Early Today; los talk shows nocturnos The Tonight Show Starring Jimmy Fallon, Late Night with Seth Meyers, y Last Call with Carson Daly; el programa de comedia Saturday Night Live; la serie nocturna Poker After Dark (cancelado en 2011); retransmisiones de Late Night bajo la bandera NBC All-Night; y un bloque de animación de tres horas en la mañana del sábado, bajo el nombre de NBC Kids.
Sunday Night Football, el partido estelar de la National Football League, se emite los domingos a las 20:00 Horario del Este, mientras que la antesala comienza a las 19:00. El resto de la programación deportiva se ofrece los sábados de 12:00 a 19:00 y domingos de 12:00 a 18:00 (Horario del Este), destacándose el PGA Tour, la Copa NASCAR, la IndyCar Series, la Triple Corona y los Notre Dame Fighting Irish de fútbol americano universitario. NBC también emite los Juegos Olímpicos en horario extendido.

### Programas diurnos
Si bien la NBC ha transmitido una gran variedad de seriales televisivos en su horario diurno a lo largo de toda su historia, desde 2022 ya no emite ninguno. La última telenovela de la cadena ha sido Days of Our Lives (en el aire desde 1965 hasta 2022). La NBC dejó de emitirla en 2022, fecha en la que su transmisión se trasladó al servicio de transmisión en directo Peacock. Actualmente, la cadena solo ofrece NBC News Daily en su horario de la tarde, y los afiliados utilizan el resto de la tarde para programación local o sindicada.
Dramas anteriores de NBC Daytime con larga duración han incluidos The Doctors (1963-1982), Another World (1964-1999), Santa Barbara (1984-1993), y Passions (1999-2007). La NBC transmitió también los últimos cuatro años de Search for Tomorrow (1982-1986) después de que la serie fue retirada por la CBS, aunque muchos afiliados de la NBC no transmitieron el programa durante ese tiempo. La NBC también ha emitida numerosas seriales breves, incluyendo Generations (1989-1991), Sunset Beach (1997-1999), y dos spin-offs de Another World, Somerset (1970-1976) y Texas (1980-1982).
Concursos notables que anteriormente se emitieron por la NBC incluyen The Price is Right (1956-1963), Concentration (1958-1973 y 1987-1991 como Classic Concentration), Match Game (1962-1969), Let's Make a Deal (1963-1968, 1990-1991, y un resurgimiento con corta duración que se introdujo en 2002), Jeopardy! (1964-1975 y 1978-1979; actualmente en sindicación), The Hollywood Squares (1966-1980), Wheel of Fortune (1975-1989 y 1991; actualmente en sindicación), Password Plus/Super Password (1979-1982 y 1984-1989), Sale of the Century (1969-1973 y 1983-1989) y Scrabble (1984-1990 y 1993). El concurso final que era transmitido en horario diurno por la NBC fue Caesars Challenge, un programa de corta duración que terminó en enero de 1994.

### Programación infantil
La programación infantil ha tenido un papel en la programación de la cadena NBC desde sus raíces iniciales en la televisión. En 1947, la primera gran serie infantil de NBC fue Howdy Doody, uno de los primeros programas exitosos de televisión en esa era. En la serie, que duró 13 años, apareció una marioneta pecosa y una miríada de otros personajes, y el presentador, Buffalo Bob Smith. Howdy Doody pasó la mayoría de su existencia en las tardes de días laborables.
En 1956, NBC abandonó la alineación de la programación infantil en las tardes de lunes a viernes, relegando la alineación a los sábados solamente, con Howdy Doody como su franquicia marquesina por los cuatro años restantes de esa serie. Desde mediados de los años 1960 hasta 1992, la mayor parte de la programación infantil de la NBC se derivaron de cortometrajes teatrales de las series Looney Tunes y Woody Woodpecker; reposiciones de Los Picapiedra y Los Supersónicos; adquisiciones extrañas como Astroboy y Kimba, el león blanco; adaptaciones animadas de Gary Coleman, Mr. T, Punky Brewster, ALF, y Star Trek; y las emisiones originales de The Rocky and Bullwinkle Show, The Smurfs, y Alvin and the Chipmunks.
Desde 1984 hasta 1989, una serie de anuncios de servicio público, llamada «One to Grow On», se mostró después de los créditos al final de cada programa.
En 1989, la NBC estrenó Saved by the Bell, que originó en el Disney Channel como Good Morning, Miss Bliss. Saved by the Bell, a pesar de críticas negativas por los críticos de televisión, se convertiría en una de las series juveniles más populares en la historia de la televisión, así como la mejor serie en las mañanas de sábados, destronando a The Bugs Bunny and Tweety Show en su primera temporada.
NBC abandonó sus dibujos animados en agosto de 1992 en favor de una edición en sábado de Today y más series de acción en vivo bajo el nombre TNBC (Teen NBC). La mayoría de las series en la alineación de TNBC, incluyendo City Guys, Hang Time, California Dreams, y One World, se produjeron por Peter Engel. NBC Inside Stuff era también una parte de la alineación de TNBC durante la duración de la temporada de la NBA.
En 2002, la NBC comenzó un acuerdo con la cadena Discovery Kids, que es propiedad de Discovery Communications, para emitir sus programas educativos bajo la bandera «Discovery Kids on NBC». El horario originalmente consistió en series de acción en vivo, incluyendo una versión infantil de Trading Spaces y el concurso de telerrealidad exitoso Endurance presentado por J.D. Roth, pero más tarde ha sido extendido para incluir tales series animadas como Kenny the Shark, Tutenstein, y Time Warp Trio.
En mayo de 2006, con el fin de reemplazar el bloque de Discovery Kids Saturday Morning, la NBC anunció planes para lanzar un bloque nuevo para niños en las mañanas de sábado a partir de septiembre de 2006 como parte del esfuerzo de Qubo, en que su empresa matriz, NBC Universal, unió con Ion Media Networks, Scholastic Corporation, Classic Media, y la empresa Nelvana Limited que pertenece a Corus Entertainment. Qubo incluirá bloques para transmisión en la NBC, Telemundo (una cadena en español que es propiedad de NBC Universal), y la cadena ION Television que pertenece a Ion Media Networks, así como una canal para niños con transmisión digital, servicios de video bajo demanda, y un sitio web.
El bloque «Discovery Kids on NBC» salió del aire el 2 de septiembre de 2006. El 9 de septiembre de 2006, la NBC comenzó la transmisión de los siguientes programas de Qubo: VeggieTales, Dragon, 3-2-1 Penguins!, Babar, Jane and the Dragon, Jacobo Dos Dos, y Postman Pat.
El 28 de marzo de 2012, se anunció que la NBC, con asistencia por parte de PBS Kids Sprout (que es propiedad conjunta de NBC Universal, el Public Broadcasting Service, Sesame Workshop, y Apax Partners), iniciará un nuevo bloque de programación para niños en edad preescolar, bajo el nombre NBC Kids, que reemplazará el bloque «Qubo on NBC» en sábados por la mañana.

## Emisiones internacionales

### Canadá
Emisiones de la NBC de los Estados Unidos pueden ser recibidas en la mayor parte de Canadá, principalmente a través de los proveedores de televisión por cable y televisión por satélite, sino también por el aire en zonas cercanas a la frontera entre Canadá y los Estados Unidos. Aparte de sustitución simultánea, la programación y los transmisiones son los mismos que en los Estados Unidos.

### Europa, América Latina y el Medio Oriente
NBC Nightly News, The Tonight Show with Jay Leno, y Late Night with Conan O'Brien se muestran en CNBC Europe. La NBC ya no se muestra fuera de las Américas en un canal en su propio derecho. Sin embargo, tanto NBC News como MSNBC se muestran unas pocas horas al día por OSN News (anteriormente conocido como Orbit News) en Europa, África, y el Oriente Medio. MSNBC también se muestra ocasionalmente en su cadena hermana, CNBC Europe, durante las últimas noticias. Las emisiones de la NBC pueden ser fácilmente recibidas en el aire por los residentes de ciudades de la frontera entre Estados Unidos y México, y también por los suscriptores de cable y satélite a lo largo de México, especialmente en el área de la Ciudad de México.

#### Conversión de NBC Super Channel en NBC Europe
En 1993, la cadena de cable paneuropea Super Channel fue adquirida por General Electric, la empresa matriz de la NBC, y se convirtió en NBC Super Channel. En 1996, el canal se renombró como NBC Europe, pero, a partir de entonces, casi siempre se conoció simplemente como NBC en el aire.
La mayoría de la programación de horario estelar de NBC Europe se produjo en Europa debido a las restricciones de derechos asociados con programas estadounidenses en horario estelar, pero después de las 23:00 (hora central europea) en las noches de lunes a viernes, el canal emitió The Tonight Show, Late Night, y Later, y por consiguiente, tuvo la lema Where the Stars Come Out at Night («Donde las estrellas salen en la noche»). Muchos programas de NBC News fueron emitidas por NBC Europe, incluyendo Dateline NBC, Meet the Press, y NBC Nightly News, que fue transmitido en vivo. The Today Show también fue inicialmente transmitido en vivo por las tardes, pero más tarde su tiempo de emisión fue cambiado a la mañana siguiente, cuando fue más de un medio día de edad.
En 1999, NBC Europe dejó sus emisiones en la mayoría de Europa. Al mismo tiempo, la cadena fue relanzada como un canal informático en la idioma alemán, apuntando a un grupo demográfico joven. El programa principal de la nueva NBC Europe fue llamado NBC GIGA. En 2005, el canal fue relanzado de nuevo, esta vez como un canal de películas bajo el nombre de «Das Vierte». GIGA luego comenzó su propio canal digital, que podría ser recibida por vía de satélite y muchas cadenas de cable en Alemania, Austria, y Suiza.
The Tonight Show y NBC Nightly News continúan siendo transmitidos por CNBC Europe.

#### Canal de Noticias
En 1993, NBC comenzó la producción de Canal de Noticias NBC. Este servicio fue transmitido a América Latina desde la sede del NBC Newschannel que se ubicó en Charlotte, Carolina del Norte. Más de 50 periodistas fueron contratados para producir, escribir, y presentar un servicio de noticias de 24 horas basado en la «rueda» popular concebida por CNN. El servicio cerró en 1997 cuando los departamentos de ventas no fueron capaces de generar ningún ingreso. Tras la Empresa de Comunicaciones Orbitales en México, Canal de Noticias NBC tiene la distinción de ser el primer servicio de noticias de 24 horas en ser visto en América Latina. Telemundo Puerto Rico, una vez encargada por la CBS, fue seguida más tarde por CNN en Español.

#### El Caribe
En el Caribe, muchos proveedores de televisión por cable y televisión vía satélite transmiten las emisiones de afiliados locales de la NBC, o la alimentación de la cadena principal a través de WNBC en Nueva York o WTVJ de Miami. Algunos afiliados de la NBC con propiedad local existen, en Puerto Rico. La isla y las cercanas Islas Vírgenes de los Estados Unidos son los receptores principales de los programas de NBC, que sean disponibles en inglés y español a través de la opción de SAP.

### Asia y el Pacífico

#### Guam
KUAM-TV es una filial de la NBC en Guam y lleva a la programación completa de la NBC a través de satélite.

#### Samoa Americana
KKHJ-LP es la filial de la NBC de Pago Pago, llegando a un acuerdo con la cadena 2005.

#### NBC Asia y CNBC Asia
En 1995, la NBC lanzó un canal en Asia, llamado NBC Asia, para los televidentes en Japón, Malasia, Corea del Sur, la Isla de Taiwán, Tailandia, y las Filipinas. Al igual que NBC Europe, Asia NBC ofreció la mayoría de los noticieros de la NBC, así como The Tonight Show y Late Night. Al igual que su contraparte europea, no podía emitir programas del horario estelar producidos en Estados Unidos debido a restricciones en los derechos. También tuvo NBC Super Sports para la última acción en eventos deportivos seleccionados. Durante las tardes de días laborables, NBC Asia tuvo su propio noticiero nocturno regional. Ocasionalmente emitió programas de CNBC Asia y MSNBC simultáneamente. En julio de 1998, NBC Asia fue reemplazado por el National Geographic Channel. Como es el caso con NBC Europe, sin embargo, episodios seleccionados de The Tonight Show y Late Night, así como Meet the Press, todavía se pueden ver en CNBC Asia durante los fines de semana. CNBC Asia muestra partidos de la NFL y también produce estos partidos bajo la marca Sunday Night Football.

#### Socios regionales
A través de los socios regionales, programas producidos por la NBC se ven en algunos países de la región. En las Filipinas, la cadena Jack TV operada por Solar Entertainment transmite Will & Grace y Saturday Night Live, mientras que TalkTV transmite The Tonight Show y los programas de NBC News, como The Today Show, Early Today, Weekend Today, Dateline NBC, y NBC Nightly News. Solar TV anteriormente emitió The Jay Leno Show. En Hong Kong, TVB Pearl, una cadena británica operada por Television Broadcasts Limited, emite NBC Nightly News en vivo, así como programación seleccionada de la NBC.

### Australia
La Seven Network en Australia tiene estrechos vínculos con la NBC y ha utilizada la mayoría de las imágenes y eslóganes de la cadena desde la década de 1970. El noticiero Seven News ha usado The Mission como su tema musical desde mediados de la década de 1980. Los noticieros locales fueron llamados Seven Nightly News desde la década de 1980 hasta alrededor de 2000. NBC y Seven frecuentemente compartirán recursos de noticias entre los dos países. Se sabe que NBC News ha usada reporteros de Seven News para cruzamientos vivos en historias de noticias desarrollando en Australia. Seven News ocasionalmente también incorporará un reportaje de NBC News en sus boletines nacionales.
Seven retransmite unas de los programas de noticias y asuntos actuales de la NBC entre las 03:00 y las 05:00, incluyendo:
- Today (conocido como NBC Today; sin relación al programa australiano Today emitido por el Nine Network)
- Weekend Today
- Dateline NBC
- Meet the Press

En el verano de 2009, la NBC y la Seven Network utilizaron la canción exitosa Like It Like That por Guy Sebastian para la promoción de sus emisoras.

## Biblioteca
A lo largo de los años, la NBC ha producida muchos programas interiormente, además de transmitir contenido de otros productores como Revue Studios y su sucesora, Universal Television.
Programas notables producidos internamente por la NBC incluyeron Superagente 86, Bonanza, Little House on the Prairie, Las Vegas, y Crossing Jordan. La NBC vendió los derechos a sus programas producidos antes de 1973 a National Telefilm Associates en 1973. Ahora, estos derechos pertenecen a CBS Television Distribution.
La NBC continúa siendo propietario de sus producciones producidos después de 1973, a través de su empresa hermana, NBC Universal Television Group, que es la sucesora a Universal TV. Como resultado, la NBC ahora es propietario de varias otras series emitidas por la cadena antes de 1973, como Wagon Train.